# Realismus (Philosophie)
Der Begriff Realismus umfasst eine Vielzahl philosophischer Positionen, nach denen vom menschlichen Bewusstsein unabhängige Phänomene existieren, die auf uns einwirken und die wir sprachlich bezeichnen können. Realistische Thesen werden in verschiedenen Problembereichen und bezüglich verschiedener Thesen diskutiert, sodass jeweils von einem bestimmten Realismus gesprochen wird. Als metaphysischer oder ontologischer Realismus wird die Annahme einer denkunabhängigen Existenz einer Realität bezeichnet, wie z. B. ein Universalienrealismus oder ein Realismus bezüglich natürlicher Arten, oder anderer ontologischer Untersuchungsgegenstände. Erkenntnistheoretischer Realismus behauptet, dass die Welt „wirklich erkennbar“ ist, d. h. dass unsere Meinungen und Überzeugungen es prinzipiell mit beobachtungsunabhängig existierenden Objekten zu tun haben können, in einer für alle Beobachter – soweit es relevant ist – identisch gegebenen Welt, und dass dies im Falle von Wissen auch wirklich so ist.
In der Sprachphilosophie spricht man von einem semantischen Realismus, wenn die Beschreibung der Außenwelt mit Sätzen (Aussagen, Gedanken) erfolgt, die eine eindeutige Interpretation sind, also mit wahr oder falsch beurteilt werden können. Soweit in der Erkenntnistheorie angenommen wird, dass Erkenntnisse nur sprachlich zu fassen sind, fallen erkenntnistheoretischer und semantischer Realismus zusammen.
Von einem wissenschaftlichen Realismus spricht man bezüglich der These, dass die Einzelwissenschaften letztlich zu Wissen von Gegenständen führen, die unabhängig von bestimmten Theorien oder Konventionen existieren und so strukturiert sind, wie wir dies wissen können. Dies setzt im weitesten Sinne eine „beobachtungsunabhängige Außenwelt“ voraus.
Als moralischen Realismus bezeichnet man eine Grundposition der Metaethik, nach der es prinzipiell objektive Tatsachen bezüglich moralischer Fragen gibt. Analog dazu und zu Positionen des wissenschaftlichen Realismus spricht man beispielsweise auch von theologischem Realismus bezüglich religiöser Wahrheiten.
Historisch gibt es vielfältige Formen des Realismus. In unterschiedlichen historischen Epochen stellten sich philosophische Fragen, auf die die verschiedenen Formen des Realismus eine Antwort darstellten. Im Mittelalter und in der Antike stand dabei die Frage im Zentrum, inwiefern allgemeine Begriffe „real“ sind (Universalienproblem). In der Neuzeit rückten dann Fragen bzgl. der Realität der Wahrnehmung und Außenwelt ins Zentrum und in der zeitgenössischen Epoche werden vor allem Fragen hinsichtlich der Realität wissenschaftlicher Entitäten diskutiert.
Der Realismus steht im Gegensatz zu bestimmten Formen des (subjektiven) Idealismus, Instrumentalismus und Nominalismus.

## Definition
Der Realismus kann verschiedene philosophische Positionen bezeichnen, abhängig von den Entitäten oder Merkmalen, deren Realität postuliert wird, oder abhängig von den Bereichen, in denen diese Position beansprucht wird. Der philosophische Realismus umfasst mindestens fünf Formen:
1. Ontologischer oder metaphysischer Realismus
2. Erkenntnistheoretischer Realismus
3. Semantischer Realismus
4. Ethischer Realismus
5. Ästhetischer Realismus

Der metaphysische oder ontologische Realismus postuliert die reale Existenz von Entitäten in einer subjektunabhängigen Außenwelt. Diese These kann zwar nicht verifiziert werden, wird aber jedes Mal vorausgesetzt, wenn wir behaupten, eine Entität zu erforschen, die bereits vor seiner Entdeckung existierte.
Der erkenntnistheoretische Realismus ist eine Position bezüglich des Wissens, die davon ausgeht, dass es sich auf „reale“ Objekte bezieht, die außerhalb des Subjekts liegen und von ihm unabhängig sind. Diese Form impliziert die Fähigkeit, zumindest teilweise und schrittweise Erkenntnisse über die Realität zu erlangen. Wissenschaftlicher Realismus ist ein erkenntnistheoretischer Realismus und wird implizit von allen akzeptiert, die glauben, dass Wissenschaft uns eine korrekte Darstellung der Welt liefern kann.
Der semantische Realismus geht davon aus, dass in einer Sprache artikulierte Aussagen oder Ausdrücke, wenn sie wahr sind, Tatsachen oder Sachverhalte in der Welt bezeichnen. Eine Aussage ist wahr, wenn sie die Beschreibung bestimmter Dinge oder Ereignisse beschreibt, die unabhängig von der Sprache in der Welt existieren oder auftreten. Beim semantischen Realismus handelt es sich um eine metaphysische Auffassung der Referenz von Wörtern oder sprachlichen Ausdrücken.
Der moralische Realismus geht davon aus, dass es moralische Wahrheiten gibt, die moralischen Tatsachen entsprechen. Um diese Position zu präzisieren, spricht man auch von moralischem Naturalismus.
Schließlich verteidigt der ästhetische Realismus die Idee, dass die ästhetischen Eigenschaften der Dinge real sind.

### Bedeutung der Realismusfrage
Abstrakt geht es in der Realismusfrage darum, ob das Sein das menschliche Bewusstsein oder ob das Bewusstsein das Sein bestimmt (Primat des Objekts oder des Subjekts). In der Alltagswelt ist es für den Menschen völlig klar, dass es Tische, Steine und andere Menschen gibt. Den meisten Menschen ist auch bewusst, dass die Dinge, so wie diese durch sie wahrgenommen werden, durch die Sinne und Verarbeitungsprozesse im Gehirn beeinflusst werden. Erst durch die philosophische Reflexion wird die Wirklichkeit fraglich. Die Realismusfrage wurde schon früh in der griechischen Philosophie diskutiert. Oftmals wird hierzu der „Homo-Mensura-Satz“ des Protagoras zitiert: „Der Mensch ist das Maß aller Dinge, des Seienden, wie es ist, des Nicht-Seienden, wie es nicht ist.“ Ebenso berühmt ist die These von George Berkeley: „Esse est percipi“ (Sein ist Wahrgenommenwerden). In beiden Zitaten steckt die Überlegung, ob die Realität überhaupt unabhängig vom menschlichen Denken existiert. Es sind dabei drei Aspekte, die in der Realismus-Debatte untersucht werden: die Existenz von Dingen, deren Unabhängigkeit vom menschlichen Bewusstsein sowie die Frage eines kausalen oder begrifflichen Zusammenhangs zwischen Realität und Wahrgenommenem.
Die praktische Bedeutung dieser Frage liegt darin, dass es ohne die Annahme einer Realität nicht möglich ist, zweifelsfrei wahre Aussagen über Dinge oder Sachverhalte zu machen. Die Realität dient für den Realisten als notwendiger Maßstab dafür, ob Aussagen wahr oder falsch sind. Wenn man die Erkennbarkeit der Realität überhaupt bestreitet, bleibt als alternative Weltsicht nur der Skeptizismus mit der Konsequenz des Relativismus. Die Wirklichkeit als „Wahrmacherin“ steht dem Skeptiker oder Relativisten nicht zur Verfügung. Die Klärung der Frage des Realismus ist daher Voraussetzung, um einen möglichen Begriff der Wahrheit zu bestimmen.
Um Aussagen über die Wirklichkeit zu machen, muss man diese zunächst erkennen können. Die Realismusfrage in der Philosophie ist daher insbesondere ein Thema der Erkenntnistheorie. Aber auch in der Wissenschaftsphilosophie, in der der Wahrheitsgehalt von Theorien bedeutsam ist, spielt die Realismusfrage eine grundlegende Rolle. Durch die Fortschritte in den Naturwissenschaften im 20. Jhd. sind neue Fragestellungen in der Realismusdebatte aufgetaucht.
Der Physiker Hans-Peter Dürr beschreibt die Problematik der Realismusfrage wie folgt:
„Unter dem starken Einfluss der Naturwissenschaft … haben wir uns daran gewöhnt, unsere Wahrnehmung von der Wirklichkeit mit der Wirklichkeit gleichzusetzen und diese Wirklichkeit sogar im Sinne einer materiell fundierten, in Teile zerlegbaren Realität zu interpretieren. Die moderne Physik hat uns da jedoch eine interessante Lektion erteilt, die zu einer tief greifenden Korrektur dieser Vorstellung führte. Sie hat uns bedeutet, dass die Vorstellung einer objektiven Realität, einer materiell ausgeprägten Wirklichkeit wohl in einer gewissen Näherung angemessen, aber als absolutes Naturprinzip unzulässig und falsch ist, ja, dass diese Vorstellung uns sogar einen tieferen Einblick in das Wesen der eigentlichen Wirklichkeit versperrt.“

## Geschichte
Der Realismus war eine Antwort auf philosophische Fragen, die je nach historischer Epoche unterschiedlich formuliert wurden. Man kann drei wichtige Perioden in der Geschichte des philosophischen Realismus unterscheiden, die drei Arten von Debatten entsprechen:
1. Antike und Mittelalter: der Universalienstreit, von Platon bis Ockham. Fragen zur Realität werden nur für einen bestimmten Diskurs- bzw. Denkbereich gestellt, den der Universalien (Kategorien oder allgemeine Begriffe).
2. Neuzeit: Fragen im Zusammenhang mit dem wissenschaftlichen Realismus im Gegensatz zum naiven Realismus, von Descartes bis Kant. Diese Periode ist geprägt von einer Debatte zwischen Realismus und Antirealismus in den Wissenschaften (Kopernikus, Galileo, Descartes) und dem gesunden Menschenverstand (Kartesianer, Locke, Berkeley, Hume, Kant) hinsichtlich ihrer metaphysischen Reichweite.
3. Zeitgenössische Periode: Fortführung der Debatte über den wissenschaftlichen Realismus, von Comte bis in die Gegenwart. Die Debatte über die ontologische Reichweite des Denkens findet in der heutigen Wissenschafts- und Erkenntnistheorie unabhängig von metaphysischen Spekulationen und großen philosophischen Systemen statt.

### Antike und Mittelalter
Als Realismus bezeichnet man in der Antike eine allgemein vertretene Position gegenüber bestimmten Kategorien von Dingen in Kombination mit einer antirealistischen oder skeptischen Position gegenüber anderen Kategorien von Dingen. Diese Kombination aus Realismus und Antirealismus ist alt und geht auf Platon zurück, der sowohl die Existenz von „Ideen“ (eîdos) als auch den illusorischen Charakter einzelner wahrgenommener Dinge bekräftigte. Aristoteles, ebenfalls ein Realist in Bezug auf Wesenheiten, milderte diese Position, indem er argumentiert, dass Wesen nicht getrennt von einzelnen wahrgenommenen Dingen existieren können. Die Atomisten Demokrit, Epikur und Lucrez waren der Ansicht, dass die Erscheinungen von Phänomenen auf der Kombination einfacher Elemente – Atome – beruhen, die die Realität der Welt ausmachen.

Der neuplatonische Philosoph und Logiker Porphyrios von Tyrus hinterließ in seinem Isagoge, welches von den Gelehrten des Mittelalters gemeinsam mit Aristoteles’ Organon (Reihe logischer Abhandlungen) diskutiert wurde, das Problem der Universalien und ihrer Realität. Porphyrios schrieb dort:
Was, um gleich mit diesem anzufangen, bei den Gattungen und Arten die Frage angeht, ob sie etwas Wirkliches sind oder nur auf unseren Vorstellungen beruhen, und ob sie, wenn Wirkliches, körperlich oder unkörperlich sind, endlich, ob sie getrennt für sich oder in und an dem Sinnlichen auftretend, so lehne ich es ab, hiervon zu reden, da eine solche Untersuchung sehr tief geht und eine umfangreichere Erörterung fordert, als sie hier angestellt werden kann.

#### Mittelalter: Das Universalienproblem

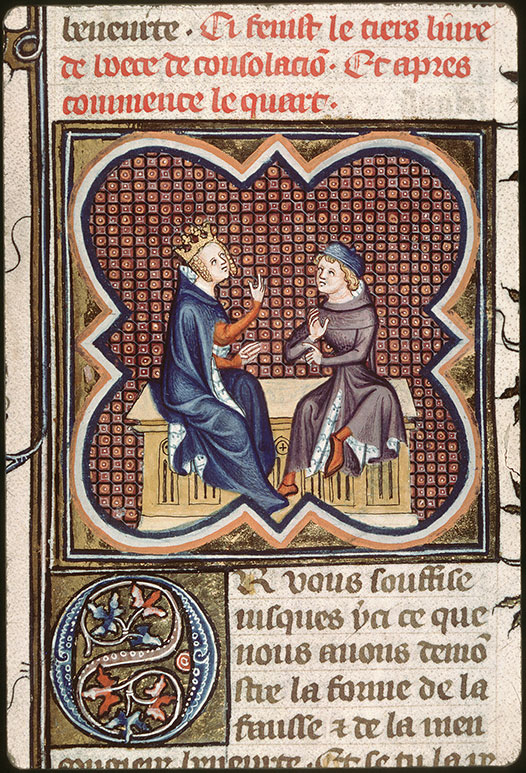
Mittelalterliche Abbildung von Boethius und der Philosophie: Seine Übersetzung des Organons des Aristoteles und der Isagoge des Porphyrios ins Lateinische hatten einen weitreichenden Einfluss auf die mittelalterliche Philosophie.

Der Universalienstreit bezeichnet zunächst die Debatte, welche im mittleren und späten Mittelalter (11.–15. Jahrhundert) über den ontologischen Status von Allgemeinbegriffen geführt wurde. Dieser Streit entwickelte sich aus dem Problem der Universalien, das sich exemplarisch wie folgt formulieren lässt:
Sokrates ist ein Mensch und Platon ist ein Mensch. In diesen Aussagen wird dasselbe über Sokrates und Platon prädiziert. Was ist nun dieses Ausgesagte? Existiert es wirklich?
Bis in die Neuzeit bezeichnet man mit „Universalien“ Dinge, die von mehreren Individuen ausgesagt werden und im Wesentlichen gebräuchlichen Substantiven und Adjektiven entsprechen („Mensch“, „gut“, „rot“ usw.).
Drei Antworten haben in diesem Streit die abendländische philosophische Tradition dominiert:
1. Realismus: Universalien sind reale Entitäten;
2. Nominalismus: Universalien sind nur Wörter oder verbale Ausdrücke, die Individuen bezeichnen;
3. Konzeptualismus: Universalien sind Begriffe, anders formuliert Eigenschaften von Dingen, die nicht an sich existieren

Wilhelm von Champeaux spricht vom Prädikat Mensch als einer Realität, die gleichzeitig in jedem Menschen vollständig vorhanden ist (Realismus), aber unter dem Einfluss von Petrus Abaelardus wird er schließlich Universalien als einfache Ähnlichkeiten betrachten. Abaelardus greift das alte Argument von Boethius auf: Von mehreren Dingen kann keine Realität gesagt werden, nur Namen haben diese Eigenschaft. Abaelardus vertritt eine konzeptualistische oder gemäßigt realistische Position: Allgemeine Begriffe bezeichnen nicht an sich existierende Entitäten, sondern Eigenschaften, die nicht getrennt von den Dingen existieren, die sie charakterisieren.
Diese Positionen haben ihren Ursprung im Gegensatz zwischen Aristoteles und Platon über Ideen: Platon wird mit Realismus, Aristoteles mit Konzeptualismus und die Stoiker mit Nominalismus in Verbindung gebracht. Das Universalienproblem ist eine Debatte zwischen Realismus und Antirealismus, die als „regional“ bezeichnet wird: Sie betrifft nur einen bestimmten Bereich von Objekten oder Gedanken. Allerdings berührte das Universalienproblem alle damals diskutierten Aspekte der Philosophie sowie der Theologie.
Dem mittelalterlichen Realismus lassen sich dabei im Wesentlichen 4 Thesen zuschreiben:
1. Universalien sind Dinge (Reismus);
2. Man muss zwischen Universal, Besonderem und Singulärem unterscheiden;
3. In der Prädikation ist es ein Ding, das von einem Ding ausgesagt wird, und nicht der Begriff eines anderen Begriffs;
4. Sprache stellt dabei die Realität her.

Boethius, Alberic von Paris, Robert von Melun, Adam von Blasham, Gilbert von Poitiers waren in diesem Sinne „Realisten“.
Das Universalienproblem wird auch heute noch diskutiert, hauptsächlich in der analytischen Tradition, jedoch in einem erneuerten philosophischen Kontext (neue Logik seit Frege, neue Physik usw.). Die Grundlagenkrise der Mathematik hatte die Debatte dabei neu entfacht. Die drei vertretenen Positionen in Bezug auf den ontologischen Status logisch-mathematischer Konzepte entsprechen dabei den drei mittelalterlichen Positionen zu Universalien, ein Umstand, der von Willard van Orman Quine in Erinnerung gerufen wurde. Der Logizismus von Gottlob Frege ist ein Realismus bzw. Platonismus der Begriffe, der Formalismus von David Hilbert ein Nominalismus und der Intuitionismus von Luitzen Egbertus Jan Brouwer ist ein Konzeptualismus.
In dieser Debatte vertrat Quine zunächst eine nominalistische Position, indem er gemeinsam mit Nelson Goodman „Steps Toward a Constructive Nominalism“ schrieb, und stellte sich dann auf die Seite des Konzeptualismus. Nelson Goodman und in jüngerer Zeit David K. Lewis sind renommierte Verteidiger des Nominalismus. David M. Armstrong seinerseits ist ein leidenschaftlicher Verfechter des Realismus in Bezug auf Universalien.

#### Mittelalter: Thomistischer und neothomistischer Realismus
Der mittelalterliche Philosoph und Theologe Thomas von Aquin verteidigte eine Form des gemäßigten, nichtplatonischen Realismus. Die drei Positionen, die er überwinden möchte, lassen sich wie folgt zusammenfassen:
1. Für den platonischen Realismus sind Universalien Dinge und sie existieren ante rem (vor singulären Dingen).
2. Für den Nominalismus sind Universalien Flatus vocis (einfache Stimmaussagen), sie existieren post rem (sie dienen nur dazu, singuläre Dinge nominell zu bezeichnen).
3. Für den Konzeptualismus schließlich existieren Universalien in re (sie sind von außermentalen Dingen abstrahierte Konstruktionen des Geistes).

Thomas von Aquin unterstützt jedoch die drei Thesen zusammen: Es existieren Universalien sowohl ante rem, das heißt im göttlichen Verständnis vor der Schöpfung, als auch in re: in den geschaffenen Dingen, die sie verwirklichen, und post rem: im menschlichen Geist, der sie konzipiert.
Für Thomisten (Philosophen und Theologen, die dem Denken von Thomas von Aquin folgen) räumt der Realismus dem Sein ontologischen Vorrang vor der Art und Weise ein, wie es erkannt wird. Der thomistische Realismus steht somit im Gegensatz zum Idealismus, für den es das erkennende Subjekt ist, das dem erkannten Wesen vorexistiert; aber auch zum Empirismus, der allgemein als „deflationäre“ Philosophie (Verringerung der Anzahl bestehender Einheiten) angesehen wird. Der Deflationismus, der beispielsweise von Wilhelm von Ockham im Mittelalter oder David Hume in der Neuzeit vertreten wurde, ist aus ontologischer Sicht antirealistisch, weil er sich gemäß der bekannten Maxime weigert, Entitäten ohne Notwendigkeit zu hypostasieren oder zu vermehren (siehe Ockhams Rasiermesser).
Der thomistische Realismus vertritt eine Position, die den vorherigen widerspricht: Abstrakte Entitäten existieren und strukturieren die Dinge von innen heraus, sie sind eher Gegenstand der Erkenntnis als rein singuläre Dinge („Wissenschaft besteht aus einem Urteil über Universalien und notwendige Wesen“, bekräftigt Aristoteles) Obwohl die Realität an sich erkennbar ist, wird sie nicht notwendigerweise durch unsere Subjektivität konstruiert oder verzerrt.
Der thomistische Realismus wurde später von den Neo-Thomisten aktualisiert und konsequent weiterentwickelt, insbesondere von Étienne Gilson in seinen beiden Werken Thomistischer Realismus und Wissenskritik und methodischer Realismus. Eine weitere Aktualisierung des Thomismus entstand in der analytischen Philosophie mit dem „analytischen Thomismus“, dessen Hauptvertreter Anthony Kenny, Peter Geach und Elizabeth Anscombe sind.

### Neuzeit: Wissenschaftlicher Realismus

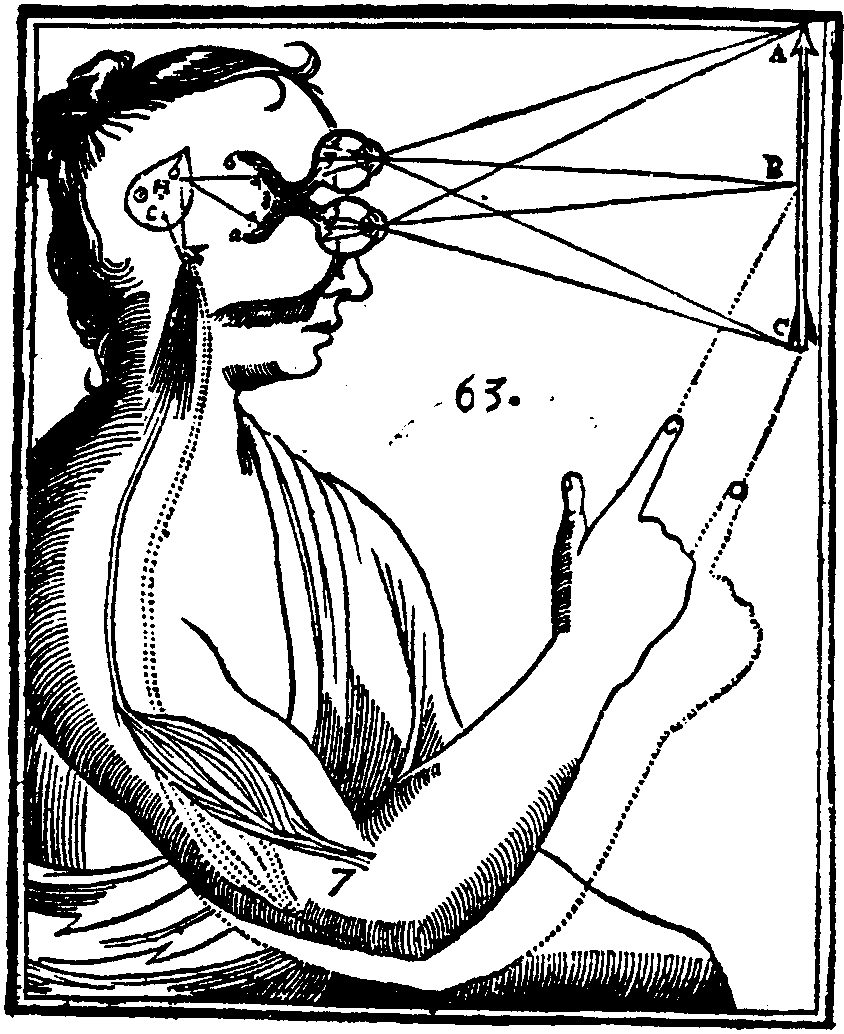
Mechanismus der Wahrnehmung nach einer Zeichnung von René Descartes. Für Descartes hätten wir ohne den Beweis der Existenz Gottes keine Garantie für die Realität dessen, was wir vage durch unsere Sinne wahrnehmen.

Der von Descartes entwickelte und verteidigte Mechanismus ist ein wissenschaftlicher Realismus, der sich dem „naiven Realismus“ entgegenstellt. Wie Galileo ist Descartes der Ansicht, dass die Natur allein durch Materie und Bewegung erklärt werden kann. Descartes ist ein Realist in seiner Physik und ein Antirealist in Bezug auf die sensorischen Eigenschaften von Objekten: Die Sinne verraten uns etwas über die Existenz von Dingen, aber keineswegs über ihre Natur. Sinnesqualitäten wie Farben, Geräusche, Gerüche usw. existieren nicht auf der Welt; sie existieren nur in den Köpfen der Menschen, sofern sie von ihren Sinnen beeinflusst werden.
Der kartesische Mechanismus ist eine wissenschaftliche Form des Realismus, da Materie („Ausdehnung“) und Bewegung von der Wissenschaft postuliert werden. Dieser wissenschaftliche Realismus ist sowohl metaphysisch – bewegte Materie stellt eine von unserem Geist unabhängige Realität dar – als auch erkenntnistheoretischer Natur: Wir können diese Realität durch Verständnis oder Vernunft erkennen.
In seinem Essay concerning Human Understanding (Buch II) vertritt John Locke eine gegensätzliche Position in Bezug auf die Realität der Sinnesqualitäten. Locke unterscheidet zwischen „primären Qualitäten“ und „sekundären Qualitäten“. Primäre Qualitäten werden von den verschiedenen Sinnen wahrgenommen, im Gegensatz zu sekundären Qualitäten, die von einer einzigen Art der Sinneswahrnehmung abhängen. Die mit den primären Eigenschaften „Figur“, „Größe“ und „Bewegung“ verbundenen Ideen ähneln den Objekten, die sie im Geist hervorrufen, im Gegensatz zu den sekundären Eigenschaften, die in der Natur kein Äquivalent haben.
Der wissenschaftliche Realismus wurde im 17. Jahrhundert auch von vielen anderen Philosophen verteidigt, darunter Francis Bacon, Thomas Hobbes und Pierre Gassendi.

### Zeitgenössische Periode
Ab der Mitte des 19. Jahrhunderts entstand mit der Entwicklung des Positivismus (Comte, Mach, Duhem), dann des Neopositivismus und des Empirismus in der ersten Hälfte des 20. Jahrhunderts eine Form des Antirealismus (Wiener Kreis, A. J. Ayer, Ryle). Allen diesen Positionen gemeinsam ist die Ablehnung der Metaphysik und des damit verbundenen Realismus.
Laut Rudolf Carnap, einem der führenden Mitglieder des Wiener Kreises, ist der Realismus die metaphysische These, die die Realität der Außenwelt bekräftigt, während der Idealismus diejenige ist, die sie leugnet. Für Carnap haben diese beiden widersprüchlichen Positionen keine Bedeutung, weil sie „auf der anderen Seite der Erfahrung“ stehen. Beide verlieren sich in Metaphysik.
Ab den 1950er Jahren, mit der Wiederbelebung der Metaphysik, dominierte der Realismus dann unter Philosophen der analytischen Tradition, diesmal in Verbindung mit den modernen Naturwissenschaften (insbesondere der Physik).

#### Karl Popper und der kritische Realismus

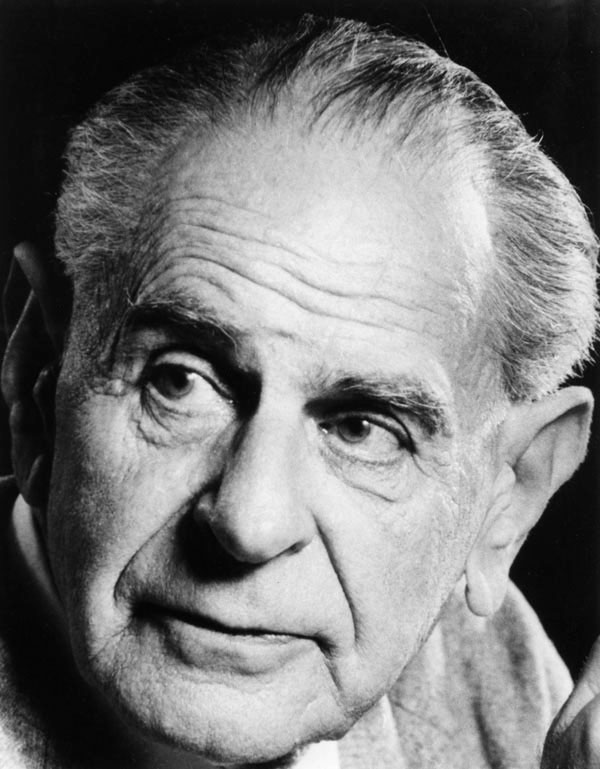
Für Karl Popper ist die Wahrheit einer wissenschaftlichen Aussage nur dann möglich, wenn diese Aussage einen Sinn hat. Der Sinn einer wissenschaftlichen Aussage beruht jedoch auf der Möglichkeit ihrer Widerlegung.

Für Karl Popper ist die Wahrheit einer wissenschaftlichen Aussage nur dann möglich, wenn diese Aussage einen Sinn hat. Der Sinn einer wissenschaftlichen Aussage beruht jedoch auf der Möglichkeit ihrer Widerlegung. Die zentrale These des Realismus ist für Popper wie für Carnap „die These von der Realität der Außenwelt“. Aber im Gegensatz zu Carnap vertritt Popper die Auffassung, dass der Realismus eine Position ist, die Sinn macht, für die argumentiert werden kann und die verteidigt werden muss.
In „Logik der Forschung“ (1934) argumentiert Popper, dass das Merkmal einer wissenschaftlichen Theorie ihr widerlegbarer Charakter sei, und widerspricht in diesem Punkt dem vom logischen Positivismus vorgeschlagenen Kriterium, wonach wissenschaftliche Aussagen empirisch überprüfbar sein müssen. Darüber hinaus verwandelt es den traditionellen Gegensatz zwischen der „Innenwelt“ und der „Außenwelt“ im Realismus in einen Gegensatz zwischen einer wissenschaftlichen Theorie und einer über die Theorie hinausgehenden Realität. Obwohl dieses Problem zum Bereich der Naturwissenschaften gehört, bleibt der Realismus für Popper eine metaphysische Lehre, da er weder beweisbar ist, wie die Logik oder Mathematik, noch widerlegbar, wie es die empirischen Wissenschaften sind. Aber dieser metaphysische Charakter des Realismus diskreditiert ihn nicht, sondern ermöglicht ihm vielmehr, die Rolle der Grundlage wissenschaftlicher Methodologie zu erfüllen. Hierbei spielt der Realismus eine dreifache Rolle:
1. Er begründet die Möglichkeit einer Theorie, falsch zu sein (widerlegt zu werden), indem er die Möglichkeit der Widerlegung rechtfertigt. Man spricht dabei von kritischem Realismus.
2. Er gewährleistet die Möglichkeit einer Erweiterung des wissenschaftlichen Wissens, indem er argumentiert, dass die Welt eher so ist, wie moderne Theorien sie beschreiben, als wie veraltete Theorien.
3. Er spielt eine regulierende Rolle, indem er der Wissenschaft ein Ziel vorgibt: die Erweiterung des Wissens über die Welt (sofern dies möglich ist).

In „Objective Knowledge“ verteidigt Popper dann eine Korrespondenztheorie der Wahrheit.

#### Kripke, Putnam und Externalismus
Saul Kripke und Hilary Putnam haben in den 1970er Jahren versucht, den Realismus im Bereich der Sprache und Semantik zu rechtfertigen. Basierend auf Gottlob Freges Unterscheidung zwischen Sinn und Bedeutung eines Wortes entwickeln Kripke und Putnam eine kausale Theorie der Begriffsreferenz, um zu erklären, wie sich der Sinn eines Begriffs ändern kann, während er in der Realität immer noch dasselbe bezeichnet. Nach dieser Theorie wird der Bezug eines sprachlichen Ausdrucks (was er in der Welt bezeichnet) durch einen Akt der „Ersttaufe“ (eng. initial baptism) festgelegt. Dieser Akt bezeichnet willkürlich ein reales physikalisches Objekt, das mit beobachtbaren Effekten verbunden ist (z. B. Elektronen, die elektrisches Licht erzeugen), aber der Sinn dieses Ausdrucks kann sich weiterentwickeln oder sich sogar vollständig ändern. Was die „Realität“ eines Ausdrucks oder Begriffs begründet, ist die Existenz einer kontinuierlichen Kausalkette, die mit der Ersttaufe verbunden ist. Die Sprache unterhält somit eine stabile Beziehung zur äußeren Umgebung, die die Existenz der in wahren Aussagen beschriebenen Dinge und Ereignisse gewährleistet.
Diese Auffassung von der Bezugnahme von Ausdrücken ermöglicht es, naiven Realismus und wissenschaftlichen Realismus in Einklang zu bringen. Die Kontinuität des Bezugs zwischen Alltagssprache und Wissenschaft wird durch den Kausalzusammenhang gewährleistet, der sie über eine bestimmte Beziehung zu ihrer materiellen Umwelt und zum Akt der Taufe verbindet.

#### Realismus und Antirealismus

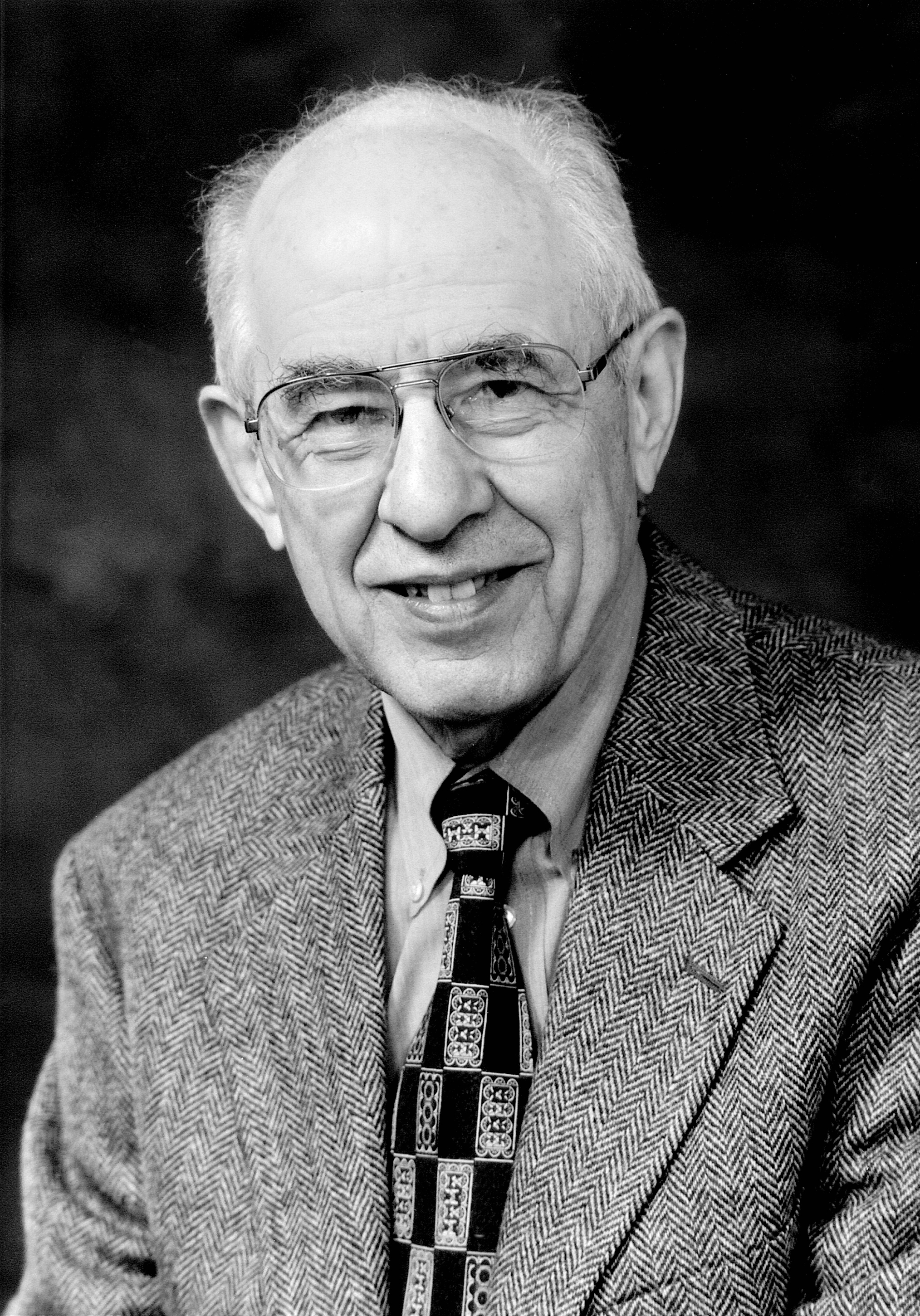
Für Hilary Putnam, der den metaphysischen Realismus zunächst verteidigte, bevor er ihn in Frage stellte, beinhaltet der metaphysische Realismus die Übernahme eines sogenannten „göttlichen Standpunkts“.

In den 1980er Jahren kam es in der angelsächsischen Welt zu einem erneuten Aufleben einer großen Debatte über den wissenschaftlichen Realismus, der von realismuskritischen Wissenschaftstheoretikern initiiert wurde. Dabei wurden eine Reihe realistischer Postulate angegriffen, die nach Ansicht der Kritiker implizit oder explizit von den bisherigen realistischen Philosophen geteilt wurden.
Für Larry Laudan (Schüler Paul Feyerabends) begründen Realisten den Erfolg wissenschaftlicher Theorien mit der Fähigkeit, sich realen Referenten anzunähern, was im Widerspruch zu der großen Zahl früherer wissenschaftlicher Theorien steht, die eine große Zahl konkreter Ergebnisse hervorgebracht haben, obwohl sie auf Entitäten basierten wie Phlogiston oder Äther, deren Nichtexistenz inzwischen nachgewiesen wurde. In seiner Rehabilitierung des Antirealismus bestreitet Bas van Fraassen die Möglichkeit, unbeobachtbare Entitäten zu erkennen, die von Realisten verteidigt werden, und teilt gleichzeitig mit ihnen die Idee, dass wissenschaftliche Theorien wörtliche Beschreibungen ihrer Objekte sein müssen (Kriterium der „empirischen Angemessenheit“). Hilary Putnam kehrt zu seinen früheren realistischen Positionen zurück und kritisiert die im Realismus implizite Wahrheitskorrespondenztheorie insoweit, als sie seiner Meinung nach zu unüberwindbaren psychologischen Problemen führt. Putnam argumentierte auch, dass der metaphysische Realismus die Annahme eines „göttlichen Standpunkts“ erfordert, der notwendigerweise illusorisch ist, weil es illusorisch ist zu glauben, dass wir Zugang zu einer Welt haben, die völlig unabhängig von bestimmten Bedingungen (sozial, psychologisch oder kulturell) ihrer Darstellung ist.
Diese Angriffe führten dazu, dass eine Reihe von Wissenschaftsphilosophen überarbeitete Formen des Realismus vorschlugen, die gegen die antirealistische Kritik immun wären. Ian Hacking und Nancy Cartwright verteidigen daher eine Form des „Entitätsrealismus“, wonach Wissenschaftler an die Realität der Entitäten glauben müssen, die sie experimentell postulieren und manipulieren, ohne unbedingt an die Realität der Theorien selbst glauben zu müssen. John Worrall bekräftigt die Realität mathematischer Entitäten, die in wissenschaftlichen Theorien enthalten sind, in einer Position, die er „strukturellen Realismus“ nennt. Andere Autoren wie Paul Churchland und Michael Devitt weisen die antirealistische Kritik als unbegründet zurück. Letzterer bekräftigt, getreu dem Realismus der australischen Schule, die „Unwiderstehlichkeit“ der realistischen Doktrin, was bedeutet, dass es kein Argument gibt, das uns zwingen könnte, sie aufzugeben.
Ab Ende der 1990er Jahre kehrten mehrere Autoren wie Stathis Psillos, Jarrett Leplin, Anjan Chakravartty oder Claudine Tiercelin zu radikaleren Formen des wissenschaftlichen Realismus zurück, die sowohl die metaphysische Realität der von den Wissenschaften untersuchten Entitäten als auch unsere Fähigkeit bejahen, eine wahre, wenn auch ungefähre Kenntnis von ihnen zu haben.

## Formen

### Die Vielzahl realistischer Positionen
Die Diskussion über den Realismus ist oftmals belastet durch die Vielschichtigkeit der Gegenstände und des daraus resultierenden Umfangs der Gegenstände, denen Realität zugesprochen wird. Dabei werden beobachtbare materielle Gegenstände (Tische, Vögel, Wolken) und nicht beobachtbare materielle Gegenstände (Elektronen und die Elemente des Atomkerns), Kräfte wie die Gravitation oder die magnetische Anziehung, Qualitäten wie die Krümmung der Raumzeit, abstrakte Gegenstände (Melodien, Vereine) oder mathematische Gegenstände (Zahlen, Klassen, Mannigfaltigkeiten) unterschieden und unterschiedlich in Hinblick auf ihren Realitätsgehalt bewertet. Hinzu kommen Universalien wie Allgemeinbegriffe (Röte), natürliche Arten (Katze, Wald, Diamant), Naturgesetze, Sachverhalte oder mentale Zustände (Gedanken, Vorstellungen, Gefühle). Schließlich besteht die Frage der Existenz und Unabhängigkeit ethischer Werte und ästhetischer Normen. Eine realistische Position ist unter anderem dadurch bestimmt, welche dieser Entitäten von ihren Vertretern in den Objektbereich mit einbezogen werden.
Philosophische Positionen können verschiedene realistische Sichtweisen kombinieren. So wird in manchen Fällen ein ontologischer Realismus vertreten, aber ein erkenntnistheoretischer Realismus abgelehnt. Manche Philosophen wie John Searle oder Michael Devitt beschränken den Realismus überhaupt auf den Bereich der Ontologie. Häufig zu finden ist die Position eines ontologischen und differenzierten erkenntnistheoretischen Realismus, der aber einen Realismus bezüglich ethischer Werte oder ästhetischer Phänomene ablehnt. Etwa seit den 1970er Jahren gibt es eine umfangreiche philosophische Debatte über die mögliche Begründung einer realistischen Position. Dabei sind sehr unterschiedliche Begründungen entstanden, die zum Teil wechselseitig kritisiert wurden. Die Ablehnung des Realismus wird in dieser Debatte als Antirealismus bezeichnet. Auch die Antirealisten begründen ihre Einschätzung aus sehr unterschiedlichen Argumenten und manche von ihnen erkennen zumindest einen schwachen Realismus an.

### Ontologischer Realismus
Die Existenz von Gegenständen außerhalb des menschlichen Bewusstseins ist weitgehend unbestritten. Ontologischer Realismus bedeutet, dass es diese Gegenstände und Sachverhalte auch ohne den Menschen geben würde. Der Mensch hat keinen Einfluss auf das Dasein und die Struktur der Realität. Ohne eine solche Auffassung wäre eine Untersuchung des Wesens alles Seienden (Ontologie) zum Beispiel sinnlos. Eine mögliche, aber selten vertretene Gegenposition hierzu wäre ein reiner Solipsismus, für den die Wirklichkeit eine reine Vorstellung des Bewusstseins ist, also ein objektiver Nachweis einer Außenwelt nicht möglich erscheint.
Eine grundsätzliche Kontroverse gibt es allerdings in Hinblick auf die Frage, ob Allgemeinbegriffe, sogenannte Universalien, eine reale Existenz haben. Diese Problematik reicht zurück auf Platon und Aristoteles und fand in der Diskussion um das Universalienproblem im Mittelalter einen Höhepunkt. Das Thema lässt sich weiterverfolgen bis in die Philosophie der Gegenwart, in der insbesondere offen ist, ob man mathematischen Entitäten wie Zahl, Relation oder Klasse eine ontologische Existenz (Platonismus) beimessen kann oder ob es sich um rein verstandesmäßige Begriffsbildungen handelt. Zum anderen wird in der Sprachphilosophie gefragt, ob Eigenschaften („Röte“) und Klassen („Lebewesen“) ontologisch eigenständig sind. Unter dem Sammelbegriff „Modaler Realismus“ wird das Konzept möglicher Welten diskutiert. Der Universalien-Realismus wird auch als Essentialismus bezeichnet, seine Gegenposition als Nominalismus. Danach sind alle Allgemeinbegriffe gedankliche Abstraktionen, die als Bezeichnungen von Menschen gebildet werden. Existenz kommt im Nominalismus nur Einzeldingen zu. Die verbreitetste Auffassung zu den Universalien ist der so genannte Konzeptualismus, nach dem Allgemeinbegriffe im Verstand gebildet werden, aber eine unmittelbare Beziehung zu den Dingen selbst haben.
In Hinblick auf den ontologischen Realismus wird diskutiert, ob man Dinge als Substanzen auffassen soll oder als reine Qualitäten. Im letzteren Fall wäre ein Ding eine Kombination von Qualitäten (Bündeltheorie). Dem liegt beispielsweise die Auffassung zugrunde, dass man alles Existierende auf Formen von Energie zurückführen kann. Tatsachen sind schon in der Welt vorhanden. Sie können raum-zeitlich und qualitativ bestimmt werden. Qualitäten sind an individuelle Fälle gebunden. Relationen sind Verbindungen von Qualitäten in Bezug auf einzelne Tatsachen. Kontrovers ist weiterhin die Frage, ob es nur eine Wirklichkeit gibt; siehe dazu auch Parallelwelt. Es gibt Auffassungen, nach denen die jeweilige Wirklichkeit, ihr Sein und nicht nur ihre Erkennbarkeit, von der Perspektive des Betrachters abhängt. Eine solche Sicht bezeichnet man als ontologischen Relativismus.

### Erkenntnistheoretischer Realismus
Der erkenntnistheoretische Realismus setzt den ontologischen voraus. Einige der existierenden Gegenstände und Sachverhalte sind in irgendeiner Weise für den erkenntnistheoretischen Realisten erkennbar. Über den Umfang und den Grad der Erkennbarkeit der Welt gibt es eine sehr große Bandbreite an Meinungen. Eine grundlegende Unterscheidung ist dabei zunächst die Frage, ob die erkennbaren Gegenstände von der Art und Weise, wie der Mensch erkennt, unabhängig sind oder ob die Erscheinungen der Dinge im Bewusstsein immer von dem Erkenntnisvermögen des Menschen abhängen. Die Diskussion über den Realismus wird zumeist auf der erkenntnistheoretischen Ebene geführt, da Aussagen über existierende Gegenstände ihrerseits voraussetzen, dass sie auch erkennbar sind.
Die klassische Gegenposition zum erkenntnistheoretischen Realismus ist der erkenntnistheoretische Idealismus. In dieser Denkhaltung wird angenommen, dass die Welt, wie sie dem Menschen erscheint, vorrangig und ursprünglich durch das menschliche Denken bestimmt ist. Der Idealismus bestreitet ein Sein der Dinge ohne Tätigkeit des menschlichen Verstandes. Das Denken der Dinge außer uns ist ein „bloßer Glaubensartikel“. Erst der Verstand erzeugt aus Sinnesdaten wie Geräuschen oder Lichtwellen die Gegenstände unserer Erkenntnis. Moderne Varianten des Idealismus finden sich in verschiedenen Ansätzen des Konstruktivismus. Auch der erkenntnistheoretische Idealismus legt normalerweise einen ontologischen Realismus zugrunde. „Wie die Naturwissenschaft den Idealismus aus dem Realismus hervorbringt, indem sie die Naturgesetze zu Gesetzen der Intelligenz vergeistigt, oder zum Materiellen das Formelle hinzufügt, so die Transzendental-Philosophie den Realismus aus dem Idealismus, dadurch, dass sie die Gesetze der Intelligenz zu Naturgesetzen materialisiert, oder zum Formellen das Materielle hinzubringt.“ (Schelling)
Eine weitere antirealistische Position ist der Fiktionalismus, dessen Vertreter zwar eine Erkennbarkeit der Wirklichkeit ablehnen, es aber aus pragmatischen Gründen für sinnvoll halten, von der Fiktion einer Realität auszugehen.

#### Schwacher Realismus
Die klassische Debatte zum Realismus wird bei Immanuel Kant wie folgt beschrieben:
„Unter einem Idealisten muß man also nicht denjenigen verstehen, der das Dasein äußerer Gegenstände der Sinne leugnet, sondern der nur nicht einräumt: daß es durch unmittelbare Wahrnehmung erkannt werde, daraus aber schließt, daß wir ihrer Wirklichkeit durch alle mögliche Erfahrung niemals völlig gewiß werden können. […] Diesem [transzendentalen] Idealism ist ein transzendentaler Realism entgegengesetzt, der Zeit und Raum als etwas an sich (unabhängig von unserer Sinnlichkeit) Gegebenes ansieht. Der transzendentale Realist stellet sich also äußere Erscheinungen (wenn man ihre Wirklichkeit einräumt) als Dinge an sich selbst vor, die unabhängig von uns und unserer Sinnlichkeit existieren [...].“ (KrV A 369)
Von dem transzendentalen Realismus unterschied Kant den empirischen Realismus.
„Alle äußere Wahrnehmung also beweist unmittelbar etwas Wirkliches im Raume, oder ist vielmehr das Wirkliche selbst, und insofern ist also der empirische Realismus außer Zweifel, d. i. es korrespondiert unseren äußeren Anschauungen etwas Wirkliches im Raume. Freilich ist der Raum selbst, mit allen seinen Erscheinungen, als Vorstellungen, nur in mir, aber in diesem Raume ist doch gleichwohl das Reale, oder der Stoff aller Gegenstände äußerer Anschauung, wirklich und unabhängig von aller Erdichtung gegeben, und es ist auch unmöglich: daß in diesem Raume irgend etwas außer uns (im transzendentalen Sinne) gegeben werden sollte, weil der Raum selbst außer unserer Sinnlichkeit nichts ist. […] Das Reale äußerer Erscheinungen ist also wirklich nur in der Wahrnehmung und kann auf keine andere Weise wirklich sein.“ (KrV A 375–376)
Die erkenntnistheoretische Position Kants selbst ist die eines transzendentalen Idealismus verbunden mit einem empirischen Realismus. Dies bedeutet, dass es für Kant keine Erkenntnis ohne empirische Wahrnehmung gab, dass die Erkenntnisse aber aufgrund der Vermögen des Verstandes durch die reinen, a priori vorhandenen Verstandesbegriffe (Raum, Zeit, Kategorien) geformt werden. Wenn man die allgemeine menschliche Subjektivität und damit Raum und Zeit als die dazugehörigen Anschauungsformen wegdenkt, bleibt jedoch ein unerkennbarer Rest übrig, den Kant als Ding an sich bezeichnet. Damit gibt es dennoch Dinge, die nicht in der Phänomenalität, d. h. dem Sich-Zeigen, aufgehen. Kants Position wird daher als sehr schwacher Realismus bezeichnet. Eine ähnliche Position vertrat in neuerer Zeit Thomas S. Kuhn. Michael Devitt bezeichnete diese Position als „Feigenblatt-Realismus“, der eigentlich ein Antirealismus sei. John R. Searle kritisierte, dass die Position solange nicht zu widerlegen sei, solange nichts Konkretes über die reale Welt ausgesagt wird.
Carl Friedrich Gethmann verweist darauf, dass die Frage des Realismus für Kant inhaltlich nicht klärbar ist. Kants Lehrsatz lautet: „Das bloße, aber empirisch bestimmte, Bewusstsein meines eigenen Daseins beweist das Dasein der Gegenstände im Raum außer mir“. (KrV B 274) Das Selbstbewusstsein ist zwar Bedingung der Realität, aber das Bewusstsein ist empirisch begründet. Und deshalb kann es keine Aussage über die eigene Grundlage machen. Die Realität als das „Explanandum“ (das zu Erklärende) kann nicht durch das auf der Realität beruhende Bewusstsein erklärt werden. Eine Theorie der Realität kann keine Gründe für das Reale liefern, sondern nur die Grenzen des Begriffs aufzeigen. Wenn man das Bewusstsein aus dem Bewusstsein erklären will, wie Fichte, ergibt sich ein Zirkel. „Der Satz „x ist unerkennbar“ bzw. „über x ist nichts aussagbar“ enthält einen Widerspruch, da er besagt, dass für x kein Prädikator bekannt ist und dennoch „unerkennbar“ prädiziert.“

#### Naiver Realismus
Ein naiver Realismus ist im Vergleich zu Kant das andere Extrem der realistischen Auffassungen. Vertreter dieser Position gehen davon aus, dass die Welt so ist, wie sie der Mensch wahrnimmt. Dabei wird selbstverständlich berücksichtigt, dass es Sinnestäuschungen gibt und dass die wahrgenommenen Sinnesdaten erst durch kognitive Prozesse im Gehirn umgewandelt werden. Naive Realisten sehen jedoch ein unmittelbares Abbildungsverhältnis zwischen der Welt und den Vorstellungen im Bewusstsein. Insgesamt nimmt der Mensch daher die Welt so wahr, wie sie im Wesentlichen ist. Da diese Auffassung dem Alltagsverständnis entspricht, spricht man auch von Common-Sense-Realismus; siehe auch Common-Sense-Philosophie. In der neueren Philosophie wird George Edward Moore als prominenter Vertreter genannt. Der wesentliche Einwand Moores gegen den Idealismus lautet, dass dieser die Wahrnehmung mit dem Gegenstand selbst verwechselt. Vor allem verwickelt man sich im Idealismus in Widersprüche, wenn man kognitiv evidente Tatsachen bestreitet.
„Ich kann jetzt z. B. beweisen, dass zwei menschliche Hände existieren. Wie? Indem ich beide Hände hochhebe, mit der rechten Hand eine bestimmte Geste mache und sage: ‚Hier ist eine Hand‘, und dann hinzufüge, wobei ich mit der linken Hand eine bestimmte Geste mache, ‚Hier ist noch eine‘. Und wenn ich, indem ich dies tue, ipso facto die Existenz von Außenbedingungen bewiesen habe, werden Sie alle einsehen, dass ich es auch für eine Vielzahl von anderen Weisen tun kann; es ist überflüssig, noch weitere Beispiele anzuhäufen.“
Der Position Moore entsprach der „New Realism“, der zu Beginn des 20. Jahrhunderts seine Hauptvertreter in den Vereinigten Staaten mit William Pepperell Montague und Ralph Barton Perry hatte. Ein direkter, an ein Abbildungsverhältnis gebundener Realismus findet sich auch in der Widerspiegelungstheorie des dialektischen Materialismus.

#### Repräsentationaler Realismus
Als Vorläufer dieser Position kann man René Descartes oder John Locke ansehen. Gegenüber dem naiven Realismus geht diese Position davon aus, dass die Wirklichkeit nur durch einen vermittelnden Akt des Bewusstseins erkannt werden kann. Bertrand Russell beschreibt diese Art der Auffassung wie folgt:
„Ich bin aber der Meinung, dass unser Selbst, wie auch immer wir es definieren mögen, auch, wenn es als das reine Subjekt angenommen wird, unmöglich als ein Bestandteil des unmittelbaren Gegenstandes unserer Sinne angesehen werden kann. Wenn wir unser Problem so formulieren, ist also zuzugeben, dass wir etwas über die Existenz von uns unabhängiger Wesenheiten wissen können.“
Ausgangspunkte dieser Sichtweise sind entweder das Ich-Bewusstsein oder sogenannte sekundäre Qualitäten wie Farbe, Geruch oder Geschmack. Solche Eigenschaften von Gegenständen sind nicht unmittelbar in der Wahrnehmung enthalten, sondern werden vom Bewusstsein geformt. Es sind interne mentale Zustände, die gegen einen naiven Realismus sprechen. In der modernen Philosophie des Geistes werden diese Phänomene unter dem Stichwort Qualia diskutiert. Repräsentationen sind Sinnesdaten, vorsprachliche und sprachliche Zeichen der Wirklichkeit. Auf einer höheren Ebene sind diese zu Gedanken und Überzeugungen zusammengeführt. Wenn auch die Repräsentationen nicht unbedingt in der Struktur der Wirklichkeit entsprechen, so besteht aber eine gleich bleibende Beziehung zwischen Außenwelt und Bewusstsein, eine Isomorphie. Diese Beziehung zwischen Repräsentation und Wirklichkeit wird als kausales Verhältnis aufgefasst. Fred Dretske bestimmt die Natur einer Repräsentation wie folgt:
„Der Grundgedanke ist der, dass ein System S eine Eigenschaft F dann und nur dann repräsentiert, wenn S die Funktion hat, das F eines bestimmten Gegenstandsbereiches anzuzeigen (Informationen über es zu liefern). S erfüllt seine Funktion (wenn es sie erfüllt), indem es sich in verschiedenen Zuständen s1, s2, …, sn befindet, die den verschiedenen, genau bestimmten Werten f1, f2, …, fn von F entsprechen.“
Die Beziehung zwischen einem Gegenstand und seiner Repräsentation kann man sich dementsprechend wie zwischen der Geschwindigkeit eines Autos und deren Anzeige auf einem Tachometer vorstellen. Für John Searle und Jerry Fodor sind Repräsentationen interne Zustände, die einen Bezug zur Realität herstellen (Intentionalität) und selbst wirklich sind.
Die auf Gilbert Ryle zurückgehende Kritik am Repräsentationalismus verweist darauf, dass in dessen Fall der Zugang zur Wirklichkeit nur durch mentale Zustände erfolgt. Dabei ist nicht sichergestellt, dass die damit verbundenen Überzeugungen auch wahr sind. Es liegt ein Zirkel vor. Überzeugungen an sich sind wahrheitsneutral. Der Maßstab zur Überprüfung der Überzeugungen sind wieder Repräsentationen. Die Möglichkeit des Irrtums bleibt somit immer bestehen. Der Repräsentationalist kann aus seinem Gedankengebäude nicht heraus, um zu überprüfen, ob es wirklich eine denkunabhängige Welt gibt. Repräsentationalismus ist daher ein Internalismus, der mit einem Realismus nicht vereinbar ist.
Ein anderes Argument gegen den Repräsentationalismus kommt aus der Philosophie des Geistes. Repräsentationstheorien unterstellen eine kausale Beziehung zwischen Wahrnehmungsgegenstand und einem inneren Zustand des Wahrnehmenden. Zwischen den Gegenständen und den erfahrenen Eigenschaften besteht eine Kovarianz. Nach Fred Dretske ist diese Kovarianz aber nicht notwendig. Man kann sich einen Golfball vorstellen, ohne dass es diesen konkret vorgestellten Golfball gibt. „Ob es nun einen Gegenstand gibt oder nicht, die Erfahrung bleibt eine Erfahrung von Weiße, Rundheit, Bewegung und Oberflächenstruktur.“

#### Interner Realismus
Die Auffassung von der Repräsentation der Realität im Bewusstsein wurde in der Philosophie des Geistes unter dem Stichwort des Funktionalismus diskutiert. Hilary Putnam hatte das Konzept des Funktionalismus ursprünglich maßgeblich mit entwickelt. Mentale Zustände beruhen danach auf funktionalen Ereignissen im Gehirn. Seit den 1970er Jahren hat Putnam jedoch eine nicht materialistische Gegenposition entwickelt, die er internen Realismus nannte. Diese Position ist dem schwachen Realismus Kants sehr ähnlich und wurde von Kritikern als Idealismus bezeichnet. Putnam hat selbst die Nähe zu Kant betont: „Daher habe ich Kants Unterscheidung zwischen metaphysischem Realismus und empirischem Realismus untersucht und verwerfe den ersteren, während ich den späteren anerkenne. (‚interner Realismus‘).“
Das Hauptargument Putnams ist das „modelltheoretische Argument“. Hierzu definierte Putnam zunächst die Gegenposition des „metaphysischen Realismus“. Dieser besteht danach aus drei Grundthesen:
1. Die Welt besteht aus einer irgendwie bestimmten Gesamtheit von geistunabhängigen Objekten.
2. Es gibt genau eine wahre und vollständige Beschreibung vom Sein der Welt.
3. Wahrheit besteht in einer Art Korrespondenzbeziehung zwischen Wörtern oder Gedankenzeichen und externen Gegenständen oder Sachverhalten.

Zum Realismus gehört weiterhin der Fallibilismus, weil die Realität den Maßstab für wahre Aussagen bildet. Im Vergleich zum Common-Sense-Realismus ist diese Formulierung des Realismus philosophisch gesehen schwächer, da noch keine Aussage über die Art der Erkennbarkeit der Welt gemacht wird. Der Ansatz für die Kritik liegt in der dem metaphysischen Realismus zugrunde liegenden Beobachterperspektive. Um die Position des Realisten zu vertreten, muss man einen „Gottesstandpunkt“ einnehmen. Der Realist macht Aussagen über die Welt, als ob er nicht zu ihr gehöre.
In einem zweiten Schritt argumentierte Putnam, dass man den Realismus als Theorie, in der die Wirklichkeit als Modell abgebildet wird, auffassen muss. Zu dieser Auffassung als Theorie gehört, dass eine Theorie grundsätzlich fehlbar ist, weil sie als Modell nicht mit der Wirklichkeit identisch ist. Selbst eine Theorie, die sich uneingeschränkt bewährt hat und von der man nicht erkennen kann, wie sie möglicherweise in der Zukunft widerlegt werden könnte, beinhaltet im Prinzip, dass sie nicht erkenntnisunabhängig ist. Dies bedeutet, dass man den Wahrheitswert einer Theorie grundsätzlich nicht objektiv bestimmen kann. Aussagen einer Theorie sind immer interpretationsfähig. Wahrheit ist beschränkt auf die semantische Ebene, in der eine Korrespondenz zwischen Prädikaten und den Elementen ihres Umfangs (Extensionen) besteht. Dies beinhaltet, dass die Bezugnahme auf einen Gegenstand immer theorieabhängig ist. Mit diesem Argument lehnte Putnam eine erkenntnisunabhängige Wirklichkeit ab. „Der Geist und die Welt erschaffen zusammen den Geist und die Welt.“
Realität wird eingeschränkt auf eine Entsprechung von Sprache und Wirklichkeit. Man kann über die Welt nichts sagen, ohne die Sprache zu verwenden. Gäbe es aber keine sprachunabhängige Wirklichkeit, wäre nicht zu entscheiden, welche Theorie die bessere ist.
„Unabhängig von Begriffsschemata existieren keine ‚Gegenstände‘. Wir spalten die Welt in Gegenstände auf, indem wir dieses oder jenes Beschreibungsschema einführen. Da die Gegenstände und die Zeichen gleichermaßen interne Elemente des Beschreibungsschemas sind, ist es möglich, anzugeben, was wem entspricht.“
Putnam hat diese viel diskutierte Position des internen Realismus später wieder aufgegeben und ist zu einer Version des direkten Realismus zurückgekehrt (vgl. unten).

#### Kritischer Realismus
Im kritischen Realismus wird die Vorstellung eines direkten Zugangs zur Wirklichkeit, zum Beispiel durch unmittelbare Sinneseindrücke, abgelehnt. Jedoch gibt es eine vom menschlichen Denken unabhängige äußere Welt. Ein früher Vertreter dieses Denkens ist Johann Friedrich Herbart: „Wieviel Schein, soviel Hindeutungen aufs Sein“. Ein weiterer früher Vertreter dieser Weltsicht ist Eduard von Hartmann. Wilhelm Wundt traf bereits 1895 die Unterscheidung von naivem und kritischem Realismus. Im frühen 20. Jahrhundert findet sich diese Position bei Oswald Külpe, Alois Riehl, dem frühen Moritz Schlick oder Aloys Wenzl. Der Amerikaner Roy Wood Sellars prägte die Bezeichnung „Critical Realism“. Zu den frühen amerikanischen kritischen Realisten zählen auch George Santayana und Arthur O. Lovejoy.
Bedeutender Vertreter des kritischen Realismus in Deutschland war Nicolai Hartmann, für den in der Subjekt-Objekt-Beziehung das Objekt nicht durch das Subjekt geschaffen wird, sondern eine konstante Größe ist. Dies bedeutet „dass Erkenntnis nicht ein Erschaffen, Erzeugen oder Hervorbringen des Gegenstandes ist, wie der Idealismus alten und neuen Fahrwassers uns belehren will, sondern ein Erfassen von etwas, das auch vor aller Erkenntnis und unabhängig von ihr vorhanden ist“. Die Unterscheidung von Gegenstandsbewusstsein und Selbstbewusstsein beruht auf grundlegenden Erfahrungen. Der Mensch erfasst das real Seiende schrittweise immer mehr, jedoch ist sein Erkenntnisvermögen so begrenzt, dass die Erkenntnis dem Seienden weder vollständig adäquat noch ähnlich ist.
Moritz Schlick führte gegen den schwachen Realismus Kants an:
„Nehmen wir einmal an, unserer Erkenntnis seien nur ‚Erscheinungen‘ zugänglich, hinter denen dann unbekannte Dinge an sich ständen, so wären diese Dinge doch zugleich mit den Erscheinungen erkannt, denn da unsere Begriffe den Erscheinungen zugeordnet sind, diese aber den Dingen an sich zugeordnet angenommen waren, so bezeichnen ja unsere Begriffe auch die Letzteren, weil ein Zeichen des Zeichens doch auch ein Zeichen für das Bezeichnete selbst ist.“
Für Schlick war es unplausibel, über einzelne Erscheinungen zu reden und zugleich zu behaupten, man könne überhaupt keine Aussagen über ihre Realität machen. Grundlage für Schlicks Realismus ist die „Methode der Koinzidenz“. Dies ist das mehrfache Überprüfen der eigenen Wahrnehmung, aber auch die Übereinstimmung mit der Wahrnehmung Dritter. Aufgrund dieser Koinzidenz werden Begriffe gebildet. Dies ist eine auch in den Wissenschaften zugrunde liegende Gegebenheit. In diesem Sinne wird Korrespondenz als eine zutreffende Darstellung aufgefasst. Kritisch ist die Position Schlicks, weil er davon ausging, dass zwischen Sprache und Realität keine Ähnlichkeit besteht.
„All unsere Wirklichkeitserkenntnisse sind also streng genommen Hypothesen. Keine wissenschaftliche Wahrheit, mag sie historischer Art sein oder der exakten Naturforschung angehören, macht davon eine Ausnahme, keine ist im Prinzip vor der Gefahr sicher, irgendwann einmal widerlegt und ungültig zu werden.“
Wie andere realistische Positionen muss sich auch der kritische Realismus vorhalten lassen, dass er als philosophische Theorie nicht das Sein an sich erklären kann, ohne in einen Zirkel zu geraten.
Der Kritische Realismus findet sich auch im kritischen Rationalismus von Karl Popper und Hans Albert. Er wird dabei ohne Begründungsanspruch, aber mit Wahrheitsanspruch vertreten. Der Kritische Rationalismus geht davon aus, dass Vernunft sich nicht durch Begründung der Wahrheit oder des Fürwahrhaltens einer Behauptung auszeichnet, sondern durch die strenge Prüfung a posteriori mittels Kritik, die nicht auf den Vorwurf fehlender Begründung abzielt, sondern die kritisierte Behauptung selbst angreift. Die Wirklichkeit muss aus diesem Blickwinkel also nicht erst ‚erkannt‘ werden, bevor Aussagen darüber gemacht werden dürfen; es genügt, wenn solche Aussagen als versuchsweise Vermutungen vertreten und permanent für Kritik offengehalten werden. Der kritische Realismus ist demnach eine Konsequenz der wissenschaftlichen Theorien, nicht eine Annahme, die für Wissenschaft notwendig ist, ihr vorausgeht oder von ihr vorausgesetzt werden muss, er ist daher kein ontologisches Fundament, sondern eine kosmologische Entdeckung. Der Zugang zur Wirklichkeit ist nur durch solche Theorien möglich (die alle dem „Inhalt nach a priori, nämlich genetisch a priori“ sind, aber nicht a priori gültig). Popper wandte sich dabei gegen die „Erkenntnistheorie des Alltagsverstandes“, die davon ausgeht, dass Aussagen über die Welt durch Sinneserfahrung abgeleitet werden und dass Sinneserfahrungen daher ein Begründungs- oder Autoritätsanspruch zusteht. Diese Annahme führt zwangsläufig zu einem Antirealismus. Nach Popper können Theorien weder aus Sinneserfahrung abgeleitet noch von der Realität positiv verifiziert werden. Sie können nur negativ zurückgewiesen werden: „Diese Art der Information – die Abweisung unserer Theorien durch die Wirklichkeit – ist […] in meinen Augen die einzige Information, die wir von der Realität bekommen können: alles andere ist unsere eigene Zutat.“ Gegen antirealistische Interpretationen der Quantentheorie argumentierte Popper mit einer von ihm selbst aufgestellten und weiterentwickelten realistischen Interpretation. Hans Albert verwies insbesondere auf die Wahrnehmungsforschung als Argument für den Realismus. Der Kritische Rationalismus geht also davon aus, dass die üblichen Einwände gegen den Realismus von falschen Annahmen ausgehen, dass das Realismusproblem versuchsweise mit dem Kritischen Realismus zustimmend gelöst werden kann, und dass diese Lösung kritisierbar, rational diskutierbar und somit der Vernunft zugänglich ist.
In Großbritannien entwickelte sich seit den 1970er Jahren eine Wissenschaftstheorie, die sich ebenfalls als „critical realism“ bezeichnet, begründet wurde sie von Roy Bhaskar.

#### Hypothetischer Realismus
Der hypothetische Realismus ist eine Variante des kritischen Realismus, in der davon ausgegangen wird, dass die Realismusfrage an sich nicht lösbar ist, dass es aber zweckmäßig ist, den Realismus als nützliche Hypothese zugrunde zu legen. Diese Auffassung findet sich bereits bei Hermann von Helmholtz. In der Gegenwartsphilosophie wird eine entsprechende Position von Gerhard Vollmer vertreten.
Vollmer hat eine ausführlichere Begründung für den hypothetischen Realismus ausgearbeitet. Er bildet die Grundlage seiner evolutionären Erkenntnistheorie, in der er versucht, sein naturalistisches Weltbild mit dem Kritischen Rationalismus zu verbinden. Vollmer beschreibt seine Vorstellung von Realität mit sieben Postulaten:
1. Existenz: Es gibt eine von Wahrnehmung und Bewusstsein unabhängige Welt.
2. Struktur: Die Welt hat reale Ordnungsprinzipien (zum Beispiel Symmetrie, Invarianzen, topologische und metrische Strukturen, Naturgesetze, Dinge, Systeme)
3. Kontinuität: Zwischen allen Bereichen der Wirklichkeit besteht ein kontinuierlicher Zusammenhang.
4. Fremdbewusstsein: Auch andere Individuen (auch Tiere) haben Sinneseindrücke und Bewusstsein.
5. Wechselwirkung: Sinnesorgane werden von der realen Welt affiziert (kausale Beziehung)
6. Gehirnfunktion: Denken und Bewusstsein sind Funktionen des Gehirns, also eines natürlichen Organs
7. Objektivität: (Wissenschaftliche) Aussagen sollen objektiv sein (intersubjektiv verständlich und nachprüfbar, unabhängig vom Beobachter und der Methode sowie nicht konventionell)

Vollmer betont, dass diese Postulate Überzeugungen entsprechen, die weder evident noch beweisbar sind. Seine Anforderung besteht lediglich darin, dass sie miteinander verträglich sind und daraus abgeleitete Folgerungen sich nicht widersprechen. Vor allem müssen sie als Hypothesen bewährt sein. Sie dürfen also nicht gegen empirische Befunde verstoßen. Die, wenn auch hypothetische, Auffassung einer Existenz und Erkennbarkeit der Realität wird durch eine Vielzahl von Argumenten gestützt:
- die psychologische Evidenz, die den Menschen instinktiv handeln lässt, als sei die Welt direkt erkennbar
- die Struktur der menschlichen Sprache, bei der die Beschreibung der Welt von ihrer Existenz ausgeht
- die Einfachheit der Hypothese über den Realismus im Vergleich zu anderen Theorien
- die Verträglichkeit mit der Annahme, dass alle Wissenschaft heuristisch ist
- der Erfolg, also die Bewährung der Realismushypothese
- die intersubjektive Vergleichbarkeit der Wahrnehmungsreaktionen verschiedener Lebewesen mit verschiedenem Erkenntnisapparat (Würmer, Krebse, Insekten, Wirbeltiere inkl. Mensch)
- die Wiedererkennbarkeit von Gegenständen (Konstanz der Wahrnehmung)
- die Konvergenz der Messmethoden (verschiedene Techniken tendieren zu gleichen Ergebnissen)
- die Konvergenz der Messergebnisse (je genauer die Methode, umso geringer die Streuung)
- Realität als Maßstab für Irrtümer (Widerlegung von Theorien)

Ähnlich wie der Repräsentationalismus unterstellt Vollmer eine projektive Beziehung zwischen realer Welt und den Erkenntnisinhalten.

#### Pragmatizismus
Einen ausdrücklich starken Realismus, der auch Universalien einschließt, vertrat Charles S. Peirce im Pragmatizismus. Seinen Realitätsbegriff kann man mit der kurzen Formel beschreiben: Real ist, was nicht fiktiv ist. Insofern haben Naturgesetze Realität, da sie „eine entschiedene Tendenz sich zu erfüllen“ (CP 1.26) haben. Indem man mit Naturgesetzen Prognosen machen kann, gilt, dass die „zukünftigen Ereignisse in einem bestimmten Maß tatsächlich durch eine Gesetzmäßigkeit beherrscht sind“ (ebd., vgl. auch CP 5.100). Insbesondere hatten auch die Gesetze der Logik und der Mathematik für Peirce Realität. Er knüpfte seine Vorstellung der Realität von Universalien eng an den Begriff des Kontinuums. Eine der Begründungen sah er in dem Theorem Cantors, „dass die über eine Menge gebildete Potenzmenge stets größer ist als diese.“
„Es ist absurd anzunehmen, dass eine beliebige Ansammlung wohlunterschiedener Individuen, wie es ja alle Ansammlungen von überabzählbaren Mächtigkeiten sind, eine ebenso große Mächtigkeit haben kann wie die der Ansammlung der möglichen Ansammlungen ihrer individuellen Elemente.“
„Damit ist das Kontinuum, in welcher Dimension es auch kontinuierlich sein mag, alles was möglich ist. Aber das Allgemeine oder Universale der gewöhnlichen Logik umfasst ebenfalls alles Mögliche, zu welcher bestimmten Art es auch gehören mag. Und so ist das Kontinuum das, was sich in der Logik der Relative als wahre Universale erweist.“
Peirce hielt es für eine besondere Disposition des menschlichen Geistes, in der Form eines Kontinuums zu denken, wie beispielsweise im Fall des Begriffs der Zeit. Ideen sind nicht selbständig, sondern kontinuierliche Systeme und zugleich Fragmente eines großen kontinuierlichen Systems. „Verallgemeinerung, das Ausgießen von kontinuierlichen Systemen im Denken, im Fühlen und im Tun ist der wahre Zweck des Lebens.“ Wirklichkeit bedeutete damit für Peirce, „dass es etwas im Sein der Dinge gibt, das dem Prozess des Schlussfolgerns, dass die Welt lebt und sich bewegt und ihr Sein hat, in der Logik der Ereignisse entspricht.“ Einer solchen Vorstellung kann sich für Peirce auch der „mechanistische Philosoph“, der einen grundlegenden Nominalismus vertritt, nicht entziehen. Allerdings gestand er den Nominalisten zu: „Jedermann ist normalerweise zunächst ein Nominalist und hält an dieser Meinung fest, bis er durch das Schicksal nicht vertretbarer Tatsachen davon abgebracht wird.“ (CP 4,1)
Das reale Objekt geht der Erkenntnis voraus und erschließt sich in einer unendlichen semiotischen Kette von Zeichenfolgen. Dabei entsteht ein Erkenntniszuwachs, der die Gemeinschaft der Forscher in einem unendlichen Prozess zur Erkenntnis der Wahrheit führt. „Das Reale ist dann das, worin früher oder später Information und Vernunft resultieren und was deshalb unabhängig von deinen oder meinen Vagheiten besteht.“ (CP 5.311). Wahrheit und Realität sind in diesem Sinne aber nur als regulative Ideen zu verstehen. Aufgrund seines Fallibilismus kann der Mensch nie sicher sein, inwieweit er aktuell die Wahrheit erkannt hat.
Die Realität schlägt sich in den drei grundlegenden von Peirce herausgearbeiteten Kategorien nieder, die man bei jedem beobachtbaren Element wieder findet. „Sie sind das Sein von positiver qualitativer Möglichkeit, das Sein von gegenwärtigen Tatsachen und das Sein des Gesetzes, das die Tatsachen in der Zukunft bestimmt.“ (CP 1.23)

#### Dispositionale Eigenschaften
Ein spezielles Problem bei der Begründung eines Realismus sind sogenannte „dispositionale Eigenschaften“. Das klassische Beispiel ist Zucker, der wasserlöslich ist. Dass ein Gegenstand eine dispositionale Eigenschaft hat, kann man normalerweise solange nicht wahrnehmen, bis eine Situation eintritt, in der sich die Eigenschaft „realisiert“. Ähnliche Eigenschaften sind zerbrechlich, leitfähig, magnetisierbar etc. Dispositionale Eigenschaften genügen dem Kriterium der empirischen Überprüfbarkeit. Aussagen hierüber können also wahr oder falsch sein. Zu solchen Eigenschaften zählen auch die Fähigkeiten von Menschen (Schwimmen oder Fahrrad fahren). „Dispositionale Behauptungen sind nicht Berichte über beobachtete Sachlagen, aber auch nicht über unbeobachtete oder unbeobachtbare Sachlagen.“
Wenn Dispositionen nur reine Möglichkeiten sind, stellt sich die Frage, ob sie real sind. Entsprechend der Unterscheidung von primären und sekundären Qualitäten (Qualia) könnte man dispositionale Eigenschaften als eine dritte Art von Eigenschaften auffassen. Solche Eigenschaften werden durch kausale Verursachung wirksam (Funktionalismus). Wenn aber Zucker mit Wasser nie in Verbindung kommt, kann man die Löslichkeit nie feststellen. Ist sie dann nicht existent? Siehe dazu auch: Akt und Potenz.
Modale Eigenschaften können andererseits genauso als Eigenschaften eines Gegenstandes betrachtet werden wie seine Form und Farbe, wenn man als Grund (nicht als Ursache) auf seine physikalische Struktur verweist. Warum macht aber Wein betrunken? Eine rein chemisch-physikalische Erklärung erweitert das naturwissenschaftliche Wissen, ersetzt aber nicht die Erfahrung, dass ebendiese chemisch-physikalische Konstellation betrunken macht. Man muss die kausale Wirkung kennen, um sie beschreiben zu können.

### Wissenschaftlicher Realismus
Die Grundthese von Positionen des wissenschaftlichen Realismus könnte man so charakterisieren: Wissenschaftliche Theorien erzeugen ein Weltbild, das den realen Strukturen der Welt entspricht. Wissenschaftliche Realisten behaupten, dass bewährte Theorien zumindest annähernd wahr sind und die Natur weitgehend zutreffend erfassen. Und zwar gelte dies trotz aller nachfolgend genannten Probleme, welche unterschiedliche antirealistische Gegenthesen nahelegen, etwa das Problem, dass die Welt an sich, zumal in ihren zugrundeliegenden Strukturen und Gesetzmäßigkeiten, den menschlichen Sinnen nicht unmittelbar zugänglich scheint.
Eines der Argumente für realistische Positionen der Wissenschaftstheorie ist, dass diese Annahme in der praktischen Arbeit der empirischen Wissenschaften erforderlich sei, da sonst eine Begründung für Prognosen oder Beschreibungen von Wirkungszusammenhängen zur Erklärung bestehender Phänomene (Theorien) nicht möglich wäre. Etwas schwächer sind Argumente, die besagen, dass realistische Rekonstruktionen der faktischen Tätigkeit und dem faktischen Erfolg der Einzelwissenschaften und ihrer Theorien am ehesten Rechnung tragen: Theorien führen zu vorhersagbaren Ergebnissen. Wissenschaftler in den empirischen Wissenschaften wie der Physik, der Geologie aber auch in den Sozialwissenschaften machen Aussagen über ihren Gegenstand. Diesen Aussagen wird – zumindest hypothetisch – Wahrheit zugesprochen. Derartige Beobachtungen lassen sich als Evidenzen für das sogenannte „Wunderargument“ verwenden: ohne zumindest implizite Unterstellung einer realen Welt kämen die Ergebnisse der empirischen Wissenschaften einem Wunder gleich.
Insbesondere stützt, so die meisten Realisten, das Faktum wissenschaftlichen Fortschritts realistische Positionen. Im Laufe der Zeit kann festgestellt werden, welche der konkurrierenden Theorien sich besser bewährt und eine höhere Erklärungskraft besitzt. Mit einer solchen „besseren“ Theorie lässt sich dann auch ein höherer Wahrheitsgehalt verbinden. Die Geschichte der Wissenschaften ist in diesem Sinne eine Annäherung an die Wahrheit.
Die Dynamik wissenschaftlicher Theorien legt aber nicht nur realistische Positionen nahe. Einige Kritiker des wissenschaftlichen Realismus verweisen darauf, dass viele historische wissenschaftliche Theorien zu ihrer Zeit gut bestätigt waren, faktisch die Forschung bestimmten und für wahr gehalten wurden, nach heutigem Erkenntnisstand aber als falsch erwiesen seien.
Ein weiteres antirealistisches Argument stützt sich auf die Beobachtung, dass Sachverhalte durch unterschiedliche Theorien erklärt werden können. Bestätigungen einer bestimmten Theorie verifizieren diese daher nicht automatisch oder allein. Man spricht hier auch von prinzipieller empirischer Unterbestimmtheit von Theorien.
Alle Erkenntnis der Welt, auch naturwissenschaftliche Erkenntnis ist außerdem, wie einige Anti-Realisten vertreten, prinzipiell „theoriegeladen“. Es sei daher nicht möglich, reine Beobachtungsdaten von ihrer theoretischen Interpretation zu trennen. Diese Vermitteltheit durch die Repräsentationsmodalitäten spezifischer Theorien ist für einige Antirealisten Grund genug, prinzipiell zu bestreiten, dass es eine theorieunabhängige Vergleichbarkeit von Daten gibt. Thomas Samuel Kuhn hat dies zu der bekannten These geführt, wissenschaftliche Erkenntnis, insbesondere die Bewertung ihrer Qualität (bestätigt sie eine bestimmte Theorie oder nicht) sei grundsätzlich relativ auf zugrundeliegende „Paradigmen“ (welche nicht nur die mathematischen Kernstrukturen von Theorien selbst beinhalten, sondern auch beispielsweise Konventionen vielfältiger Art, etwa was die Auswertung von Daten betrifft). Wie gut oder schlecht eine Theorie empirisch gestellt ist, also in welcher Weise sie „die Natur zutreffend erfassen“, wäre demnach prinzipiell nicht theorieübergreifend bewertbar. Dem lässt sich als Korrelar beifügen, dass eine „objektiv gegebene Natur“ prinzipiell nicht existiert, gerade weil Natur je nur im Rahmen eines bestimmten, durch menschliche Forschungspraxis konstituierten Paradigmas überhaupt zugänglich wird.
Auch sonst sehen Antirealisten üblicherweise wissenschaftliche Erkenntnis in hohem Maße durch Konstruktionen des menschlichen Geistes bestimmt (vgl. Instrumentalismus, Konventionalismus). Unter Bezug auf die Theorien von Phlogiston und Äther führt Larry Laudan hierzu aus:
„Die Tatsache, dass die zentralen Begriffe einer Theorie referieren [sich auf einen realen Gegenstand beziehen] beinhaltet noch nicht, dass sie erfolgreich sein wird, und der Erfolg einer Theorie ist keine Gewähr für die Behauptung, dass alle oder ihre wichtigsten Begriffe referieren.“
Nach Laudan sollte man daher gegenüber einer Wahrheitsnähe auch aktueller gut bestätigter Theorien skeptisch sein.
Eine wichtige Komponente der üblichen realistischen Positionen ist der sogenannte Entitätenrealismus, der auch nicht beobachtbare Sachverhalte wie Neutronen oder Röntgenstrahlen für etwas Reales hält. Ein Argument dafür ist u. a., dass diese theoretischen Gegenstände empirisch überprüfbare Auswirkungen haben. Derartige Entitäten halten fast alle wissenschaftlichen Realisten für real, darunter auch Hilary Putnam, aber auch einige Wissenschaftstheoretiker, die ansonsten auch anitrealistische Thesen vertreten, darunter etwa Ian Hacking, der Theorien selbst keine eigenständige Realität zuspricht. Zur Verdeutlichung erzählt Hacking von einem Gespräch mit einem Atomphysiker:
„Wie ändert man die Spannung auf einer Niobiumkugel? ‚Nun, in diesem Stadium‘ sagte mein Freund ‚beschießen wir sie mit Positronen, um die Spannung zu erhöhen oder mit Elektronen, um die Spannung zu vermindern.‘ Von diesem Tag an war ich ein wissenschaftlicher Realist. Was mich betrifft, so sage ich, wenn man sie beschießen kann, so sind sie wirklich.“
Ein viel beachteter Kritiker des wissenschaftlichen Realismus ist Bas van Fraassen, der betont, dass das Ziel der Wissenschaft nicht Wahrheit sein muss. These seines konstruktiven Empirismus ist, dass Theorien nur empirisch adäquat sein müssen. Empirisch adäquat heißt, dass die Aussagen über beobachtbare Dinge und Ereignisse den Beobachtungen entsprechen sollen. Van Fraassen lehnt damit insbesondere die Existenz theoretischer Entitäten ab. Die Grenzen der Beobachtbarkeit ergeben sich aus dem menschlichen Wahrnehmungsapparat und den (konstruierten) Theorien. Gegen diese Auffassung kann man einwenden, dass sich die wissenschaftliche Praxis gerade anders verhält, nämlich so als ob mikrophysikalische Elemente existieren. Die Grenzziehung am Wahrnehmungsapparat ist aus Sicht der Realisten willkürlich, gerade weil der Mensch limitiert ist.  Beobachtbar sind auch Gegenstände und Tatsachen, für die man eine kausale Interaktion mit Messgeräten feststellen kann.
Einige Wissenschaftstheoretiker unterscheiden zwischen Theorien und Modellen. Diesem Sprachgebrauch nach gibt es unterschiedliche Modelle des Atomkerns (Tröpfchenmodell, Schalenmodell), die je nach Fragestellung bevorzugt werden. Wenn von der praktischen Bewährung von Theorien gesprochen wird, wird oftmals verkannt, dass die empirischen Ergebnisse aus Modellen gewonnen werden, die den Experimenten oder Beobachtungen zugrunde liegen. Modelle können, weil sie per se Vereinfachungen sind, bestenfalls Teilstrukturen der Wirklichkeit wiedergeben, aber nicht die Wirklichkeit, wie sie ist. Ihre Akzeptanz richtet sich, wie insbesondere viele Antirealisten betonen, nach ihrer Funktion und den Interessen der beteiligten Wissenschaftler. Es kann daher sein, dass eine Theorie nur deshalb bevorzugt wird, weil ihre Daten leichter zu gewinnen sind oder das verwendete Modell der Fragestellung der Theorie besser entspricht.
Entsprechend wird die Frage diskutiert, ob Modelle die Wirklichkeit tatsächlich repräsentieren (diesbezüglicher Realismus) oder ob durch Modelle Wirklichkeit erst konstituiert wird (Antirealismus). Ebenso entsteht die Frage, ob Gesetzesaussagen über die Wirklichkeit nur so weit reichen, wie die Modelle reichen. Die alternative Auffassung wäre, dass Theorien (Gesetze) auch über Modelle hinaus Allgemeingültigkeit behaupten können. Dem Realisten bleibt als Argument, dass die Modelle Bestandteil der Irrtumsmöglichkeiten in der Erkenntnis der Wirklichkeit sind  und ihre Fehlerhaftigkeit mit dem wissenschaftlichen Fortschritt abnimmt.
Bei Aussagen der Wissenschaft über die Realität ist heute kaum noch umstritten, dass
- sie die Wirklichkeit in Symbole (mathematische Zeichen und eine Theoriesprache) übersetzt und
- die wissenschaftlichen Daten aufgrund von Theorien entstehen (theoriegeladen sind) und interpretiert sind.

Theorien bzw. Wissenschaften überhaupt haben demnach immer nur mit der Welt zu tun, insofern sie durch die jeweilige Theorie selbst in einer bestimmten Weise repräsentiert wird. Dies legt für einige Wissenschaftstheoretiker einen Begriffspluralismus etwa für natürliche Arten oder sonstige antirealistische bzw. konstruktivistische Thesen nahe.
Die „alltägliche“ wissenschaftliche Arbeit besteht in großem Maße in der Anwendung grundsätzlich bereits etablierter Theorien. Fragen nach dem Realitätsbezug stellen sich daher hier nicht unmittelbar, nur beispielsweise in einzelnen fundamentalen Forschungsgebieten der theoretischen Physik oder allenfalls bei Gegenständen wie Klimamodellen oder der Urknall-Theorie.

### Semantischer Realismus
Michael Dummett beschreibt den semantischen Realismus wie folgt:
„Realismus charakterisiere ich als die Überzeugung, dass Aussagen der diskutierten Klasse einen objektiven Wahrheitswert besitzen. Unabhängig von unserer Fähigkeit, diese zu kennen: Sie sind wahr oder falsch in Hinblick auf eine von uns unabhängig existierende Realität. Der Antirealist hält dieser Sicht entgegen, dass Aussagen der diskutierten Klasse nur als Referenz mit Bezugnahme auf eine Art von Gegenständen, die wir als evident für Aussagen dieser Klasse einstufen, verstanden werden dürfen.“
Dummett weist darauf hin, dass der semantische Realist einen korrespondenztheoretischen Wahrheitsbegriff unterstellen muss und vertritt seinerseits die Auffassung, dass Wahrheit nur im Sinne einer Verifikation, also einer Bestätigung durch empirische Überprüfung, aufgefasst werden kann. Ein Realist muss nach Dummett das sogenannte „Bivalenzprinzip“ akzeptieren. Wenn es eine bestimmte Wirklichkeit gibt, müssen Aussagen über sie wahr oder falsch sein. Deskriptive Aussagen sind für den Realisten eindeutig entscheidbar. Nun wendet Dummett unter Bezugnahme auf Frege und den späten Wittgenstein ein, dass die Bedeutung von Sätzen vom Kontext und ihrem Gebrauch, also einer sozialen Gemeinschaft, abhängt. Damit ist aber das Kriterium der Wahrheit von subjektiven, wenn auch zumeist öffentlichen Gegebenheiten abhängig. Das Prinzip der Bivalenz ist damit nicht durchhaltbar.
Die semantische Gegenthese gegen den Realismus findet sich bereits bei Wittgenstein im Tractatus Logico-Philosophicus: „Die Grenzen meiner Sprache bedeuten die Grenzen meiner Welt.“ (TLP 5.6) Davidson hat die These ausgehend von dem Argument der Unübersetzbarkeit bei Quine dahingehend verstärkt, dass es inkonsistent ist, eine Wirklichkeit anzunehmen, die in der Sprache oder einem Begriffsschema nicht erfassbar ist. Als Vertreter der semantischen Version des Idealismus gilt Nelson Goodman, der die Auffassung vertritt, dass man mit jeder Beschreibung eine neue Welt erzeugt.
Thomas Nagel hat hiergegen eingewandt, dass es durchaus vorstellbar ist, dass die Realität Aspekte enthält, die die Erkenntnisfähigkeit des Menschen überschreiten. Dabei kann der Mensch, auch wenn er konsequenterweise keine Aussagen über diese Aspekte selbst machen kann, über diesen Tatbestand als solchen sprechen, ohne die Regeln der Sprache und Kommunikation zu verletzen. Für die These Nagels spricht, dass es Tiere gibt, die Sinnesorgane haben, über die der Mensch nicht verfügt (z. B. Fledermäuse – Ultraschall oder Tauben – Erdmagnetismus), oder die mit ihren Sinnen ganz andere Wahrnehmungsumfänge haben (Geruch, Tonfrequenzen).
Nagel vertritt im Übrigen eine moderne Variante des kritischen Realismus, die er als „radikalen Realismus“ bezeichnet:
„Als Art und Weise des Verstehens sind der Objektivität Grenzen gesetzt, die mit der Tatsache einhergehen, dass sie das Subjekt hinter sich lässt. Solche Grenzen sind ihre inneren Grenzen. Die Objektivität hat jedoch auch äußere Grenzen, die für unterschiedliche Arten erkennender Wesen verschieden ausfallen werden und die nicht von der Natur der Objektivität selbst abhängen, sondern von der Frage, wie weit sie von einem bestimmten Wesen vorangetrieben werden kann. Sie ist nur ein Verfahren, unser Verständnis der Welt zu erweitern. Nicht nur lässt sie Aspekte der Realität hinter sich, sondern einige Aspekte werden ihr erst gar nicht zugänglich – obgleich auch diese Aspekte im Prinzip in einer stärkeren und umfassenderen Realität enthalten sein könnten.“
Unter direkter Bezugnahme auf Goodman kommentierte Alan Musgrave den Antirealismus polemisch: „Das bedeutet also, dass eigentlich die ganze Wissenschaft auf dem Holzweg ist. Die Astronomie ist falsch: Sie nimmt nämlich an, dass es eine Welt gab, bevor es Worte gab. Die Geologie ist falsch: Sie nimmt dasselbe an. Die evolutionäre Biologie ist ebenfalls falsch.“

### Direkter Realismus
In der neueren philosophischen Diskussion vertreten zum Beispiel Michael Devitt, John McDowell und in seiner jüngsten Auffassung Hilary Putnam einen direkten Realismus. Diese Position ist im Ergebnis mit dem naiven Realismus weitgehend vergleichbar. Sie unterscheidet sich von der naiven Sicht durch eine detaillierte Zurückweisung antirealistischer Positionen im semantischen Sinne. Innerhalb des direkten Realismus gibt es dabei sehr unterschiedliche Argumentationslinien.
Michael Devitt hat der Debatte einen wichtigen Impuls gegeben. Seine Bestimmung von Realismus lautet: „Token [Einzeldinge] der meisten alltäglichen und wissenschaftlichen Typen existieren unabhängig vom Mentalen.“. In Hinblick auf Universalien vertrat Devitt einen Nominalismus. Gegen den internen Realismus wendet er ein, dass auch dieser nur eine – fehlbare – Theorie ist. Der Antirealismus unterstellt jeweils eine interne Sicht auf die Welt, die mit Erkenntnis ohne Vorerfahrung beginnt. Dies ist aber nach Devitt nicht der Fall. Jeder Erkenntnistheoretiker bewegt sich bereits in einem Umfeld etablierter naturwissenschaftlicher Theorien.
Devitt entwickelte gegen den Antirealismus die „Kausaltheorie der Bezugnahme“. Er griff damit die Bedeutungstheorie von Saul Kripke auf. Nach Devitt bestehen zwischen sprachlichen Ausdrücken und den von ihnen bezeichneten Gegenständen kausale Beziehungen, die dadurch entstehen, dass die Gegenstände oder Klassen von Gegenständen im Ursprung auf den jeweiligen Namen getauft worden sind. Ursache dafür, dass ein Gegenstand unter einen Begriff fällt, ist also nicht eine internalistische Interpretation, sondern die Wirklichkeit selbst. Ob der Name Aristoteles richtig verwendet wird, entscheidet nicht eine Interpretation, sondern die historische Beziehung zwischen Ausdruck und Person.
Putnam verteidigt gegen Devitt sein modelltheoretisches Argument mit dem Hinweis, dass auch die kausale Theorie der Bezugnahme ebenfalls eine prinzipiell fehlbare Theorie ist. Das grundlegende Problem des internen Realismus (den „mein eigenes Ich“ vertreten hat) liegt für Putnam in dessen Prämissen. Diesen Kritikpunkt hätten, so Putnam, auch die Kritiker des internen Realismus nicht erkannt. Dieser fußt auf einer Theorie der Bezugnahme. Prädikate oder Sinnesdaten werden als Repräsentationen aufgefasst. Diese Repräsentationen werden als im Bewusstsein enthalten gedacht. Putnam änderte seine Auffassung nun in diesem Punkt und nimmt ähnlich wie schon Austin in „Sense and Sensibilia“ (1962) an, dass zwischen Gegenstand und Ausdrücken nicht eine kausale Beziehung, sondern eine unmittelbare kognitive Relation besteht. Das Wahrgenommene existiert nicht im Bewusstsein, sondern weiterhin in der Außenwelt (Externalismus). Für den direkten Realisten gibt es kein „Interface“ der Wahrnehmung im Bewusstsein. Als Konsequenz kann man nach Putnam die Korrespondenztheorie der Wahrheit akzeptieren und muss die „verifikationistische Erklärung des Verstehens“ zurückweisen.
„Was Wahrnehmung und Begriffsbildung betrifft, so hat unser Common-Sense-Realismus nichts an sich, das ‚antiwissenschaftlich‘ wäre in dem Sinne, dass er ein Hindernis darstellen würde für ernsthafte Versuche, bessere neurologische oder computerorientierte Modelle für jene Gehirnprozesse zu entwickeln, von denen unsere Wahrnehmungs- und Begriffsvermögen abhängen – Prozesse, über die wir noch sehr wenig wissen. Darüber hinaus ist es ein grundlegender Irrtum, wenn man ernsthaft Wissenschaft mit jenem Cartesianismus-cum-Materialismus gleichsetzt, der seit drei Jahrhunderten versucht, sich den Mantel der Wissenschaft umzuhängen.“
Peter Strawson und John McDowell setzen bei ihrer Begründung des Realismus bei der Auffassung an, dass die Alltagssprache dem Menschen von Natur aus gegeben ist (a priori ist), wenn auch die jeweilige Ausprägung gesellschaftlich und historisch entstanden ist. Die Frage der Erkenntnis der Realität muss unter Berücksichtigung von Sprache, Begriffsschema und Lebensform beantwortet werden. Ein externer „Gottesstandpunkt“ steht dem Menschen nicht zur Verfügung. Der Bezug zur Welt ergibt sich für beide aus dem Weltbezug der Erfahrung. Für beide stellt die von Kant angenommene Rezeptivität der Erfahrung in der Wahrnehmung den Übergang zur realen Welt dar. Wahrnehmung ist zwar geprägt durch vorhandenes Wissen und vorhergehende Erfahrung, Wahrnehmungsurteile entstehen aber direkt ohne Umweg über Repräsentationen wie Sinneseindrücke. Richard Schantz ergänzt hier, dass kognitive Prozesse durch Lernen und Forschen reversibel werden. Wie man die Welt wahrnimmt, hängt vom Vermögen des Menschen ab, nicht aber der Zustand der Welt selbst. Vor allem ist der Inhalt der sinnlichen Erfahrung viel „feinkörniger“ als der Mensch darstellen kann. Wahrnehmungsurteile, auch wenn sie phänomenologisch gefärbt sind, beziehen sich nicht auf Informationszustände, sondern unmittelbar auf die Welt.

### Ethischer Realismus
Der ethische Realismus besagt, dass es objektive Werttatsachen gibt, die unabhängig von einem subjektiven Fürwahrhalten gelten. Der ethische Realist wendet sich gegen die konventionalistische Auffassung, dass Werte allein aus persönlichen Präferenzen abzuleiten sind. Wenn ethische Realisten von der Erkennbarkeit existierender moralischer Tatsachen ausgehen, spricht man von Kognitivismus. Für Vertreter dieser Position sind präskriptive (vorschreibende) Sätze wie „Du sollst nicht töten!“ wahrheitsfähig. Moralische Tatsachen werden für den Realisten nicht konstituiert, sondern sie bestehen unabhängig vom erkennenden Subjekt. Siehe dazu auch das im Rahmen der philosophischen Ethik hergeleitete Naturrecht.
Die Gegenposition zum ethischen Kognitivismus ist der Nonkognitivismus. Dessen Vertreter lehnen die Annahme eines Wahrheitskriteriums für moralische Urteile ab. Für Nonkognitivisten ist das Einhalten von ethischen Regeln eine Frage des Charakters und nicht des Wissen. Moral kann demzufolge nur als Habitus antrainiert, aber nicht als abstraktes Wissen gelernt werden.
- Moralische Urteile sind der Ausdruck von Zustimmung und haben ihre Ursache in emotionalen Einstellungen (Emotivismus von Alfred Jules Ayer und Charles L. Stevenson).
- Moralische Urteile formulieren Befehle, Forderungen, Erwartungen und Empfehlungen, die ohne logischen Widerspruch auch missachtet werden könnten (Präskriptivismus von Richard Mervyn Hare).

Ein Vertreter des Nonkognitivismus in der Gegenwartsphilosophie ist Simon Blackburn, der darauf verweist, dass die Kritik nonkognitivistischer Ethiker am Kognitivismus sich nicht gegen moralische Äußerungen, sondern nur dessen Objektivitätsanspruch richtet. Der Nonkognitivist kritisiert lediglich die Begründung ethischer Aussagen, aber nicht die in der Praxis vorzufindenden Werthaltungen und Urteile. Allerdings stimmen Amoralisten der nonkognitivistischen Kritik voll zu.
Gemäß dem Methodischen Konstruktivismus müsste die Erkenntnis eines subjektunabhängigen Wertes leicht zu bewerkstelligen sein, indem der ethische Realist einfach die allgemein anwendbaren methodischen Schritte angibt, wie jemand aus seinem Alltagsverständnis zur Werterkenntnis kommt. Hier tun sich Wert-Realisten aber meist schwer, denn im Gegensatz zur Rekonstruktion wissenschaftlicher Erkenntnisse konnten sie bislang kein als allgemein nachvollziehbar anerkanntes Verfahren zur Werterkenntnis beschreiben.
Ein anderes Argument gegen den ethischen Realismus ist darauf gerichtet, dass man analog zur erkenntnistheoretischen Diskussion der Korrespondenztheorie der Wahrheit (siehe auch Münchhausen-Trilemma) keine logische Möglichkeit hat, die Existenz ethischer Werte zu begründen. Daher ist jede Behauptung, eine moralische Aussage sei wahr, ein Irrtum. Ein bekannter Vertreter einer solchen Irrtumstheorie ist John Leslie Mackie. Ethische Realisten verweisen gegen dieses Argument ähnlich wie erkenntnistheoretische Realisten auf den Erfolg ihrer Position in der Alltagspraxis (vgl. die Argumente zum hypothetischen Realismus). Da aber Verstöße gegen moralische Normen diese nicht falsifizieren können und auch häufig vorkommen, ist unklar, worin diese Erfolge bestehen.
Kognitivisten bringen u. a. drei Argumente gegen Nonkognitivisten vor:
- Wenn Bewertungen funktional verstanden werden, handelt es sich nicht wirklich um moralische Urteile.
- Die nonkognitivistische These, dass normative Urteile nicht wahrheitsfähig sind, widerspricht der alltäglichen Redeweise, in der sich Menschen fragen, ob sie tatsächlich oder wirklich dies oder das tun oder lassen sollen, ohne sich dabei auf soziale Instanzen zu beziehen.
- Nonkognitivisten können nur relative Moralbegründungen angeben und fallen so unter der Kritik der Amoralisten.

| \| \| \| \| \| Grundhaltungen zum ethischen Realismus \| \| \| \| \| \| \| \| \| \| \| \| \| \| \| \| \| \| \| \| \| \| \| \| \| \| \| \| \| \| \| \| \| \| \| \| \| \| \| \| \| \| \| \| \| \| \| \| \| \| \| \| \| \| \| \| \| \| \| \| \| \| \| \| \| \| \| \| \| \| \| \| \| \| \| \| \| \| \| \| \| \| \| \| \| Kognitivismus \| Kognitivismus \| Kognitivismus \| Kognitivismus \| Kognitivismus \| Kognitivismus \| \| \| Non-Kognitivismus \| Non-Kognitivismus \| Non-Kognitivismus \| Non-Kognitivismus \| Non-Kognitivismus \| Non-Kognitivismus \| \| \| \| \| \| \| \| \| \| \| \| \| \| \| \| Kognitivismus \| Kognitivismus \| Kognitivismus \| Kognitivismus \| Kognitivismus \| Kognitivismus \| \| \| Non-Kognitivismus \| Non-Kognitivismus \| Non-Kognitivismus \| Non-Kognitivismus \| Non-Kognitivismus \| Non-Kognitivismus \| \| \| \| \| \| \| \| \| \| \| \| \| \| \| \| \| \| \| \| \| \| \| \| \| \| \| \| \| \| \| \| \| \| \| \| \| \| \| \| \| \| \| Realismus \| Realismus \| Realismus \| Realismus \| Realismus \| Realismus \| \| \| Antirealismus \| Antirealismus \| Antirealismus \| Antirealismus \| Antirealismus \| Antirealismus \| \| \| \| \| \| \| \| \| \| \| \| \| \| \| \| Realismus \| Realismus \| Realismus \| Realismus \| Realismus \| Realismus \| – naturalistisch (empirische Gegenstände) – non-naturalistisch (Evidenz, Intuition) – supra-naturalistisch (exogene Instanz) \| – naturalistisch (empirische Gegenstände) – non-naturalistisch (Evidenz, Intuition) – supra-naturalistisch (exogene Instanz) \| – naturalistisch (empirische Gegenstände) – non-naturalistisch (Evidenz, Intuition) – supra-naturalistisch (exogene Instanz) \| – naturalistisch (empirische Gegenstände) – non-naturalistisch (Evidenz, Intuition) – supra-naturalistisch (exogene Instanz) \| – naturalistisch (empirische Gegenstände) – non-naturalistisch (Evidenz, Intuition) – supra-naturalistisch (exogene Instanz) \| – naturalistisch (empirische Gegenstände) – non-naturalistisch (Evidenz, Intuition) – supra-naturalistisch (exogene Instanz) \| Antirealismus \| Antirealismus \| \| \| – Skeptizismus (Hume) – Idealismus (Empirismus) \| – Skeptizismus (Hume) – Idealismus (Empirismus) \| – Skeptizismus (Hume) – Idealismus (Empirismus) \| – Skeptizismus (Hume) – Idealismus (Empirismus) \| – Skeptizismus (Hume) – Idealismus (Empirismus) \| – Skeptizismus (Hume) – Idealismus (Empirismus) \| \| \| \| \| \| \| Ethischer Realismus |           |               |               |                                        |               | | | | | | |                   |                   |                   |                   |                                                 |                                                 |                                                 |                                                 |                                                 |                                                 |  |  |  |  |  |  |
| |           |               |               | Grundhaltungen zum ethischen Realismus |               | | | | | | |                   |                   |                   |                   |                                                 |                                                 |                                                 |                                                 |                                                 |                                                 |  |  |  |  |  |  |
| |           |               |               |                                        |               | | | | | | |                   |                   |                   |                   |                                                 |                                                 |                                                 |                                                 |                                                 |                                                 |  |  |  |  |  |  |
| |           |               |               |                                        |               | | | | | | |                   |                   |                   |                   |                                                 |                                                 |                                                 |                                                 |                                                 |                                                 |  |  |  |  |  |  |
| |           | Kognitivismus | Kognitivismus | Kognitivismus                          | Kognitivismus | Kognitivismus | Kognitivismus | | | Non-Kognitivismus | Non-Kognitivismus | Non-Kognitivismus | Non-Kognitivismus | Non-Kognitivismus | Non-Kognitivismus |                                                 |                                                 |                                                 |                                                 |                                                 |                                                 |  |  |  |  |  |  |
| |           | Kognitivismus | Kognitivismus | Kognitivismus                          | Kognitivismus | Kognitivismus | Kognitivismus | | | Non-Kognitivismus | Non-Kognitivismus | Non-Kognitivismus | Non-Kognitivismus | Non-Kognitivismus | Non-Kognitivismus |                                                 |                                                 |                                                 |                                                 |                                                 |                                                 |  |  |  |  |  |  |
| |           |               |               |                                        |               | | | | | | |                   |                   |                   |                   |                                                 |                                                 |                                                 |                                                 |                                                 |                                                 |  |  |  |  |  |  |
| Realismus | Realismus | Realismus     | Realismus     | Realismus                              | Realismus     | | | Antirealismus | Antirealismus | Antirealismus | Antirealismus | Antirealismus     | Antirealismus     |                   |                   |                                                 |                                                 |                                                 |                                                 |                                                 |                                                 |  |  |  |  |  |  |
| Realismus | Realismus | Realismus     | Realismus     | Realismus                              | Realismus     | – naturalistisch (empirische Gegenstände) – non-naturalistisch (Evidenz, Intuition) – supra-naturalistisch (exogene Instanz) | – naturalistisch (empirische Gegenstände) – non-naturalistisch (Evidenz, Intuition) – supra-naturalistisch (exogene Instanz) | – naturalistisch (empirische Gegenstände) – non-naturalistisch (Evidenz, Intuition) – supra-naturalistisch (exogene Instanz) | – naturalistisch (empirische Gegenstände) – non-naturalistisch (Evidenz, Intuition) – supra-naturalistisch (exogene Instanz) | – naturalistisch (empirische Gegenstände) – non-naturalistisch (Evidenz, Intuition) – supra-naturalistisch (exogene Instanz) | – naturalistisch (empirische Gegenstände) – non-naturalistisch (Evidenz, Intuition) – supra-naturalistisch (exogene Instanz) | Antirealismus     | Antirealismus     |                   |                   | – Skeptizismus (Hume) – Idealismus (Empirismus) | – Skeptizismus (Hume) – Idealismus (Empirismus) | – Skeptizismus (Hume) – Idealismus (Empirismus) | – Skeptizismus (Hume) – Idealismus (Empirismus) | – Skeptizismus (Hume) – Idealismus (Empirismus) | – Skeptizismus (Hume) – Idealismus (Empirismus) |  |  |  |  |  |  |

Innerhalb des metaethischen Kognitivismus gibt es verschiedene Weisen, die Erkennbarkeit ethischer Prinzipien zu begründen. Werden Eigenschaften und Tatsachen, die Gegenstand empirischer Wissenschaften sind, zum Maßstab, spricht man vom ethischen Naturalismus. So wird die Natur in der modernen Ökologiebewegung zum eigenständigen Wert, oder bei Kant und anderen die Würde des Menschen. Hierzu zählt auch das Prinzip der Selbsterhaltung der Art. In diesem Fall ist der ethische mit einem reduktionistischen erkenntnistheoretischen Naturalismus verknüpft. Gleiches gilt für die Auffassung, dass Altruismus bereits genetisch angelegt sei (Richard Dawkins). Hiergegen hatte sich George Edward Moore mit dem Argument der offenen Frage (unendlicher Regress) gewendet. Vertreter eines naturalistischen ethischen Realismus sind unter anderem Richard Boyd, David Kellogg Lewis und in Deutschland Peter Schaber.
Wird die Begründung für die Existenz von Werten auf eine vom Menschen unabhängige Instanz zurückgeführt, zum Beispiel auf Gott, spricht man von Supernaturalismus. Ihr Grund liegt in religiöser Offenbarung, spirituellen oder metaphysischen Einsichten (etwa im Rahmen der philosophischen bzw. natürlichen Theologie). Als eine solche Einsicht kann man auch den Präferenzutilitarismus ansehen, für den die Nutzenoptimierung ein exogen vorgegebenes Prinzip ist.
Die bedeutendste Position eines ethischen Kognitivismus ist der Nonnaturalismus. Seine Vertreter behaupten die Erkennbarkeit von Werten aus einem unmittelbaren Einsichtsvermögen, aus der „Phänomenologie der Erfahrung“ als einem nicht sinnlichen Erkenntnisvermögen. Ebenso wie in der Ästhetik über das Schöne kann der Mensch in ethischen Fragen durch ein besonderes Empfindungsvermögen beurteilen, was gut ist. Dies ist kein Vorgang der Wahrnehmung, sondern die Fähigkeit, eine gegebene Situation beurteilen zu können. Moralische Eigenschaften eines Sachverhaltes sind ähnlich wie sekundäre Qualitäten oder dispositionale Eigenschaften aufzufassen. Ebenso wie man rot als wahrgenommene Eigenschaft ansieht, so ist Gerechtigkeit oder Ekel als Eigenschaft einer moralischen Tatsache zu beurteilen. Moralische Tatsachen sind für den Nonnaturalisten ebenso wenig durch reduktionistische Theorien zu erfassen wie Qualia. Moralische Regeln sind in Anlehnung an Wittgenstein ebenso wie Sprachregeln nur durch ihren Gebrauch innerhalb einer Lebensform bestimmbar. Zu den Vertretern eines Nonnaturalismus sind Max Scheler, Nicolai Hartmann oder auch George Edward Moore zu rechnen. Diese Position wird auch als rationaler Intuitionismus bezeichnet. In der Gegenwartsphilosophie wird sie von John McDowell, David Wiggins oder Mark Platts sowie in Deutschland von Franz von Kutschera vertreten. Die Position tendiert zum Werterelativismus, da es verschiedene Lebensformen gibt, in der verschiedene Werte erkannt werden, z. B. Freiheit und Selbstbestimmung des Individuums in der einen, Harmonie und soziale Kohäsion in der anderen Kultur. Eine Kritik der Position hält den Vergleich mit Qualia für irreführend, da Qualia ohne die sinnliche Wahrnehmung von Naturobjekten nicht gedacht werden können. Die analogen Grundlagen, die moralische Urteile auslösen, existieren aber womöglich gar nicht, werden aber sicherlich nicht organisch wahrgenommen.

#### Schwacher ethischer Realismus
Positionen, die sich darauf beschränken, die Wahrheitsfähigkeit von ethischen Aussagen anzunehmen, kann man als schwachen ethischen Realismus bezeichnen. Die These lautet: „Der moralische Realist unterscheidet sich nur vom Antirealisten, als er behauptet: Moralische Urteile haben den Wahrheitswert und können auch den Wahrheitswert ‚wahr‘ besitzen.“
Wie in der Erkenntnistheorie gehört es zum Wesen des ethischen Realismus, dass der Fallibilismus anerkannt wird. Für den Realisten können moralische Urteile immer fehlerhaft sein.
Um die Diskussion über den Realismus rational in einem akzeptablen Bereich zu führen, beschränken ethische Realisten üblicherweise den Anwendungsbereich moralischer Urteile:
- Die Sinngemäßheit (literal interpretation) fordert, dass die Beschreibung des Gegenstandsbereiches der intuitiven Alltagsauffassung nicht grundsätzlich widersprechen darf.
- Die Angemessenheit ist eine Anforderung, mit der zu große Spitzfindigkeiten ausgeschlossen werden sollen. So sind kontrafaktische Gedankenexperimente mit zu speziellen Bedingungen wie das Ausschließen eines subjektiven Handlungsmodells nicht angemessen. Zum Beispiel sind Gegenstände mit nur physikalischen Eigenschaften wie Steine oder Elektronen weder hartherzig noch ungerecht.

#### Starker ethischer Realismus
Ein fundamentaler ethischer Realist vertritt die Auffassung, dass es objektive Maßstäbe für die Wahrheit von moralischen Aussagen gibt. Dabei gibt es verschiedene Vorstellungen, nach welchen Regeln eine Aussage als wahr anerkannt werden soll:
1. Rationalistischer moralischer Realismus
Von Kantianern wie John Rawls wird angenommen, dass man Maximen finden kann, die für eine praktische Rationalität universell gültig sind. Dies beinhaltet die ontologische Existenz der zugrunde gelegten Maßstäbe.
2. Prozeduraler moralischer Realismus
Thomas Nagel hält es nicht für notwendig, dass ein ethischer Realist den moralischen Werten einen ontologischen Status zuweisen muss: „Die Position, die Werte als wirklich anerkennt, besagt keineswegs, dass sie okkulte Wesenheiten oder Qualitäten sind, sondern dass sie reale Werte sind: dass ein Urteil über diese Werte und die Gründe, die Menschen für ihr Wirken haben, auch unabhängig von unseren Überzeugungen oder Neigungen wahr oder falsch sein können.“[119] Stattdessen kann man Verfahren finden, die eine Objektivität bei der Bewertung moralischer Aussagen herstellen. Nagel schlägt hierzu vor, zur Bewertung einer Aussage einen Standpunkt einzunehmen, der von subjektiven Interessen absieht, und unparteiisch zu urteilen. Ähnlich hatte bereits Adam Smith vorgeschlagen, als Maßstab zur Entscheidung ethischer Fragen das Urteil eines unbeteiligten, neutralen Beobachters zugrunde zu legen.[120] Für Nagel ist es im Gegensatz zu Mackie keine Frage, ob es das Gute gibt, sondern ob es unparteiische Gründe gibt, etwas als gut zu beurteilen.
3. Substantieller Wertrealismus
Ausgehend von der Wertphilosophie zu Beginn des 20. Jahrhunderts (Heinrich Rickert, Robert Reininger) gibt es Vertreter des ethischen Realismus, die annehmen, dass Werte als Entitäten einer besonderen Art eine ontologische Existenz haben. Nach Max Scheler gibt es „echte und wahre Wertqualitäten“, die „vom Dasein einer Güterwelt, in der sie zur Erscheinung kommen, desgleichen von der Bewegung und Veränderung in dieser Güterwelt in der Geschichte ganz unabhängig und für deren Erfahrung a priori“ sind.[121] Die Wertphänomenologie, zu der auch Nicolai Hartmann zu rechnen ist, begründet die Existenz von Werten mit ihrer Evidenz. Die Position wird auch als moralischer Intuitionismus bezeichnet. Auch hier kann man wieder eine starke und eine schwache Auffassung unterscheiden. Stark bedeutet eine vollständige, schwach eine zumindest teilweise Unabhängigkeit von subjektiven Einflüssen wie Interessen, Wünschen oder Wollen.

Die Kritik an dieser Auffassung weist darauf hin, dass die Behauptung objektiver Werte noch gar nicht zeigt, welches denn diese objektiven Werte seien. So sind für verschiedene Menschen womöglich ganz verschiedene Wert evident. Amoralisten behaupten, für sie seien gar keine Werte evident.

## Kritik
Rudolf Carnap hat die philosophische Diskussion um die Entgegensetzung von Realismus und Idealismus als Scheinproblem bezeichnet. Die Beantwortung dieser Frage war für ihn wegen der metaphysischen Voraussetzungen, die sowohl mit der These des Realismus als auch mit der These des Idealismus verbunden sind, nicht sinnvoll und für den Fortschritt der Wissenschaften auch nicht notwendig. Derartige philosophische Überlegungen sind nicht sachhaltig, weil sie sich einer empirischen Überprüfung entziehen. Carnap verwies darauf, dass es gleichgültig ist, ob der Wissenschaftler, der die Höhe eines Berges in Afrika feststellt, eine realistische oder eine idealistische Weltauffassung hat.
Karl Marx begründete seine Kritik mit dem fehlenden Nutzen für die menschliche Praxis: „Die Frage, ob dem menschlichen Denken gegenständliche Wahrheit zukomme – ist keine Frage der Theorie, sondern eine praktische Frage. In der Praxis muss der Mensch die Wahrheit, i. e. Wirklichkeit und Macht, Diesseitigkeit seines Denkens beweisen. Der Streit über die Wirklichkeit oder Nichtwirklichkeit des Denkens – das von der Praxis isoliert ist – ist eine rein scholastische Frage.“
Auf Kants Bedauern, dass es ein „Skandal der Philosophie“ sei, dass das „Dasein außer uns“ bloß geglaubt und nicht bewiesen werden kann (KrV B XL), antwortet Martin Heidegger: „Der ‘Skandal der Philosophie’ besteht nicht darin, dass dieser Beweis bislang noch aussteht, sondern darin, dass solche Beweise immer wieder erwartet und versucht werden“, denn zu „beweisen ist nicht, dass und wie eine ‘Außenwelt’ vorhanden ist, sondern aufzuweisen ist, warum das Dasein als In-der-Welt-sein die Tendenz hat, die ‘Außenwelt’ zunächst ‘erkenntnistheoretisch’ in Nichtigkeit zu begraben, um sie dann erst zu beweisen.“ Die Tatsache des In-der-Welt-seins beinhaltet schon immer eine vorgefasste Meinung über die Realität, die durch philosophische Überlegungen nicht hintergehbar ist.
Auch Richard Rorty hat die Frage nach Realismus und Antirealismus abgelehnt. Er beschrieb den Gegensatz zwischen Davidson und Nagel (vgl. oben) als Antinomie. Während der Realismus mit einer Korrespondenztheorie der Wahrheit verbunden wird, fordert der antirealistisch eingestellte Philosoph eine Kohärenz der Aussagen über Tatsachen, um sie als wahr anzuerkennen. Rorty war der Auffassung, dass zwischen beiden Wahrheitsbegriffen im Kern kein Widerspruch besteht. Damit war für ihn de facto kein Gegensatz zwischen Realismus und Idealismus gegeben. Eine ähnliche Position vertritt Simon Blackburn. Ob man das modelltheoretische Argument prüfe oder dem Kriterium der Bivalenz folge oder weitere Diskussionspunkte zugrunde lege, immer werden Realisten und Antirealisten am Ende Aussagen über Gegenstände und Tatsachen in gleicher Weise akzeptieren.